# Liste der Straßen und Plätze in Berlin-Tempelhof

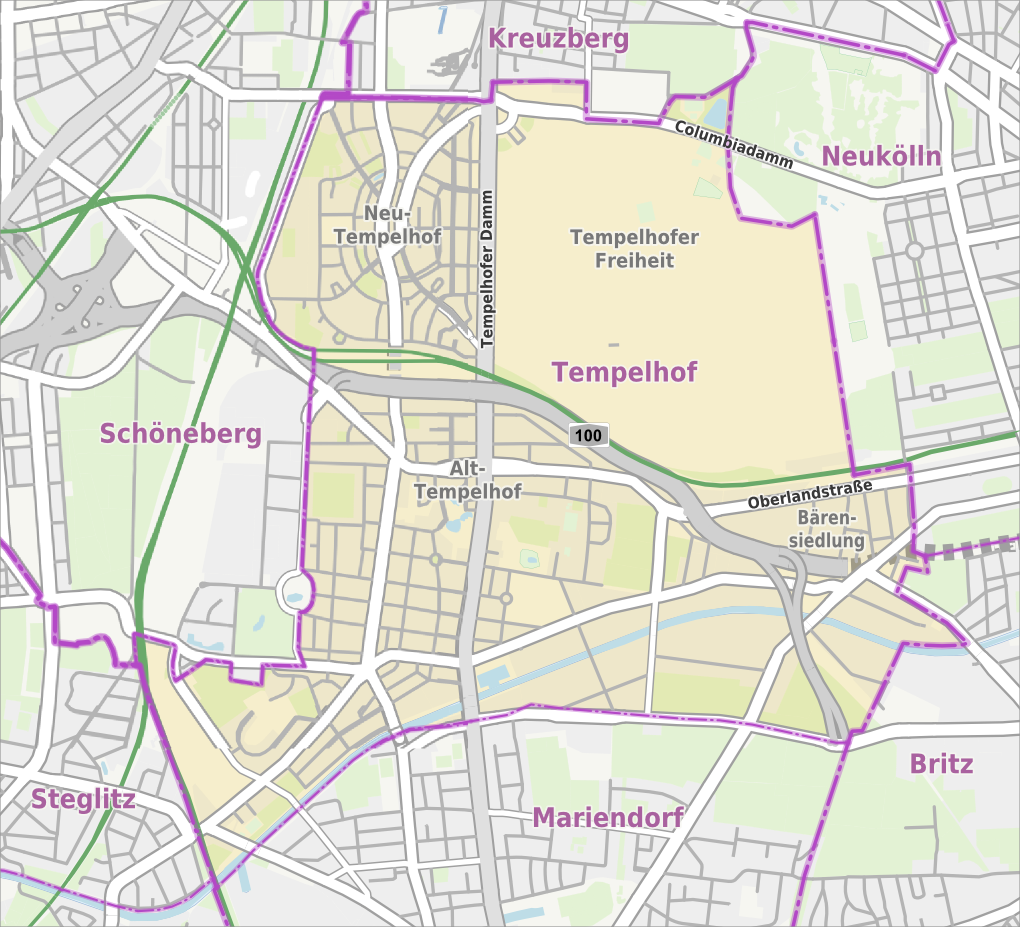
Übersichtskarte von Berlin-Tempelhof

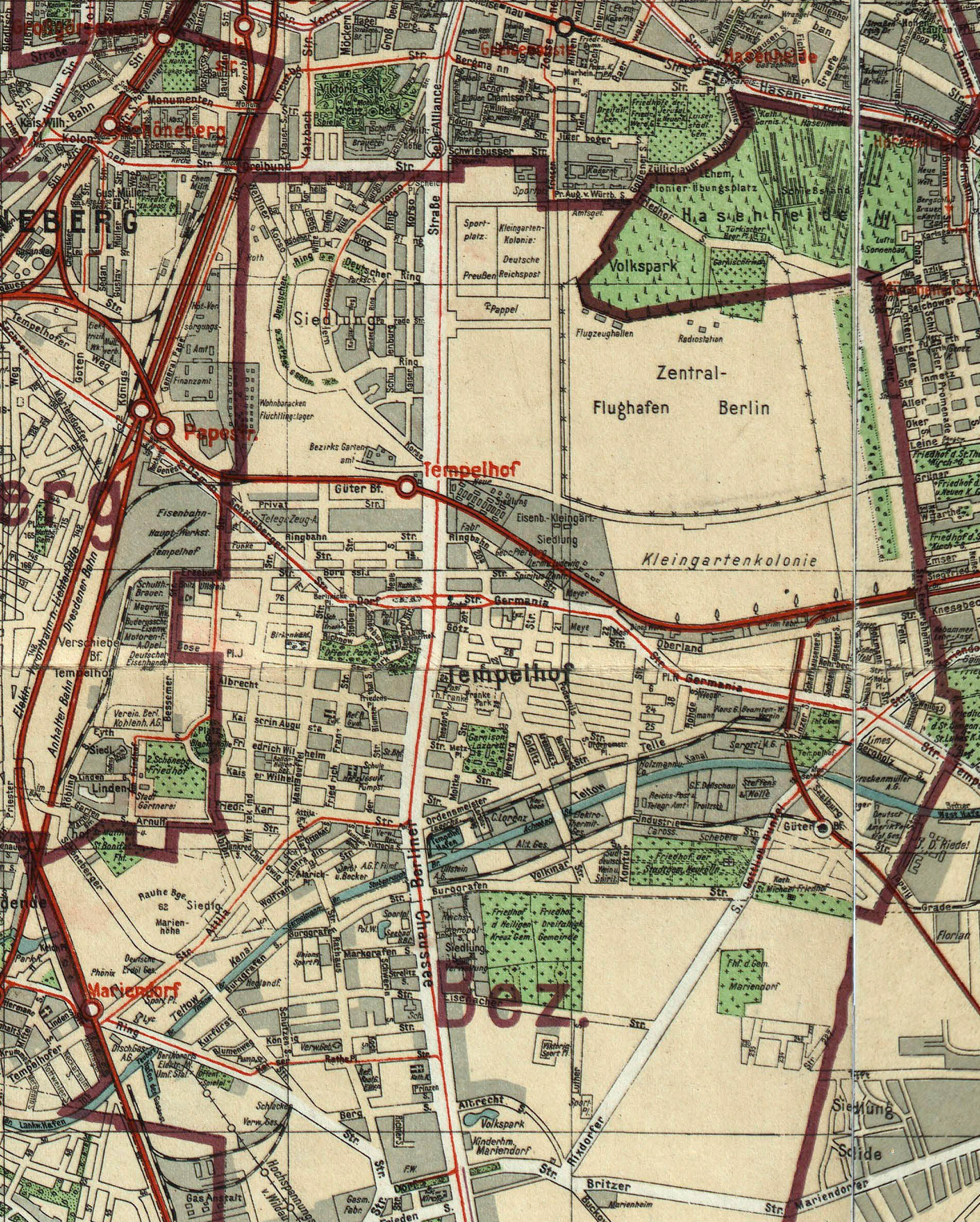
Tempelhof 1925

Die Liste der Straßen und Plätze in Berlin-Tempelhof beschreibt das Straßensystem im Berliner Ortsteil Tempelhof mit den entsprechenden historischen Bezügen. Gleichzeitig ist diese Zusammenstellung ein Teil der Listen aller Berliner Straßen und Plätze.

## Überblick

### Statistik
Tempelhof hat 63.792 Einwohner (Stand: 31. Dezember 2023) und umfasst die Postleitzahlenbereiche 12099, 12101, 12103, 12105, 12107, 12109, 12099 und 12279. Nach dem amtlichen Verzeichnis der RBS-Datenbank gehören zum Ortsteil elf Plätze und 138 gewidmete Straßen. Die Gesamtlänge aller Straßen (Stadt-, Bundesstraßen, aber ohne die Autobahnabschnitte) im Ortsteil beträgt 74,8 Kilometer. Das Tempelhofer Straßensystem hat sich insbesondere im 20. Jahrhundert zentral in Berlin entwickelt und so finden sich 24 Straßen und Plätze die über die Grenzen des Ortsteils hinweg benannt sind. Die Planungsräume des Ortsteils sind Neu-Tempelhof (41), Lindenhofsiedlung (42), Manteuffelstraße (43), Marienhöhe (44), Rathaus Tempelhof (45) und Germaniagarten (46).

### Straßensystem
Die Stadtautobahn liegt im Ortsteil mit 8760 Meter Hauptfahrbahnen, die zum großräumigen Straßensystem in Berlin gehören. Ein-, Ausfahrten und die Verbindungsfahrbahnen zur Gradestraße gehören mit 4870 Metern zum übergeordneten und die 1200 Meter der Ein- und Ausfahrten Oberlandstraße zum regionalen Straßensystem nach Berliner Straßenentwicklungsplan. Zum übergeordneten System (Kategorie II) gehört der Abschnitt der Bundesstraße 96 auf der Trasse Tempelhofer/Mariendorfer Damm mit einer Länge von 3600 Metern, dazu kommen die Alarichstraße, Arnulfstraße, Attilastraße, Columbiadamm, Friedrich-Karl-Straße, der größere Teil der Manteuffelstraße, die Ringstraße, Schöneberger Straße und die Ullsteinstraße. Insgesamt sind es in dieser Kategorie 6670 Meter Stadtstraßen. Ergänzt wird das Hauptstraßensystem im Ortsteil durch regional bedeutsame Straße: Alboinstraße, Alt-Tempelhof (im überwiegenden Verlauf), Ballonfahrerweg, Boelckestraße, General-Pape-Straße, teilweise die Germaniastraße, Gersdorfstraße, Gottlieb-Dunkel-Straße, Komturstraße, 100 Meter des Loewenhardtdamms (der weitere Abschnitt gilt als Ergänzungsstraße), die Manteuffelstraße auf 700 Meter Länge, Teilabschnitte der Oberlandstraße und in ihrer gesamten Länge die Ordensmeister-, Röbling-, Schätzelberg-, Teilestraße und der Tempelhofer Weg, diese Kategorie III der Regionalstraßen erfordert die Straßenunterhaltung von 12.290 Metern.

### Ortsteilentwicklung
Der Ortsteil wird im Westen von S-Bahn und Bundesautobahn zur Region Schöneberg-Nord begrenzt. Im Norden grenzen Dudenstraße, Südseite der Schwiebusser Straße, Friesenstraße 15a, Columbiadamm als Bezirksgrenze zu Friedrichshain-Kreuzberg. Die Bezirksgrenze zu Neukölln verläuft 300 Meter westlich der Neuköllner Oderstraße über das östliche Flughafengeländ zur Eschersheimer Straße. Im Süden grenzt der Teltowkanal und die Nordseite der Ullsteinstraße zur Region Mariendorf ab.
Tempelhof entwickelte sich um die Dorfstraße (heute: Alt-Tempelhof) von der die Ortsverbindungen zu den Nachbarorten Rixdorf, Britz, Lankwitz, Schöneberg abgingen. Südlich der seit Ende des 19. Jahrhunderts angrenzenden Ringbahn entwickelte sich das Straßensystem, oft waren Vor- und Familiennamen von Bauherren und Grundeigentümern namensgebend. Als der Militärfiskus den westlichen Teil des Tempelhofer Exerzierfeldes (östlich der in Schöneberg liegenden Kasernen) für zivile Nutzung bereitstellte wurde die Gartenstadt Neu-Tempelhof projektiert, ein umfangreiches Straßensystem mit einer vorwiegenden Namenswahl nach Herrschergeschlechtern des Deutschen Kaiserreichs war vorgesehen. Dieser Plan wurde nur im Nordostteil und bedingt umgesetzt. Nach Weltkrieg und Inflation wurden die Pläne von dem im Osten entstandenen Flugfeld bestimmt. Am 4. August 1930 erhielten fünf Straßen Namen nach Jagdfliegern des Ersten Weltkriegs. Am „Tag der Luftwaffe“ (21. April 1936) erhielten – im nun „Fliegerviertel“ genannten Quartier – auf Anweisung von Hermann Göring weitere Straßen Namen von Kampffliegern des Ersten Weltkriegs am 18. Todestag des Jagdfliegers Manfred von Richthofen. Die Udetzeile erhielt ihren Namen am 29. April 1957. Die Straßen in Neu-Tempelhof (westlich der heutigen Tempelhofer Freiheit) besitzen eine (Teil)ringstruktur um den Paradeplatz mit dem umfassenden Parkring: nördlichen Straßen auf „-ring“ benannt, südliche auf „-plan“, die nach Westen konkaven Nord-Süd-Straßen und Radialstraßen waren als „-korso“ bezeichnet worden. Die nach Militärpiloten benannten Boelcke- und Manfred-von-Richthofen-Straße (letztere im Nordabschnitt) sind heute Hauptstraßen im Fliegerviertel.
Das Straßensystem in Tempelhof und die durch den Ortsteil verlaufenden Verkehrsströme wurden durch den Autobahnbau mit Planungen in den 1960er Jahren und späteren Aus- und Weiterbau beeinflusst. So waren die Trassenführungen am Sachsendamm lange unvollendet und die im östlichen Ortsteil greifen ins Wegesystem ein. Eine auf der Trasse der Neukölln-Mittenwalder Bahn entlang der Schaffhausener Straße geplante Osttangente im Range einer Bundesautobahn wurde nicht umgesetzt.
Am 12. August 2014 erließ der Senat nach entsprechenden Beschlüssen der Bezirksämter die Zwölfte Verordnung zur Änderung der Bezirksgrenzen, die festlegt, dass die Bezirksgrenze im Bereich Columbiadamm/Züllichauer Straße/Lilienthalstraße geändert wird, sodass nun diese Straßen und das umschlossene Gebiet zum Bezirk Friedrichshain-Kreuzberg gehören.

## Übersicht der Straßen und Plätze
Die nachfolgende Tabelle gibt eine Übersicht über die vorhandenen Straßen und Plätze im Ortsteil sowie einige dazugehörige Informationen.
- Name/Lage: aktuelle Bezeichnung der Straße oder des Platzes. Über den Link Lage kann die Straße oder der Platz auf verschiedenen Kartendiensten angezeigt werden. Die Geoposition gibt die Lage der ungefähren Mitte der Straßenlänge an.
- Im amtlichen Straßenverzeichnis nicht aufgeführte Verkehrswege sind mit * gekennzeichnet.
- Ehemalige oder nicht mehr gültige Straßennamen sind kursiv gesetzt. Für bedeutende ehemalige Straßen oder historische Straßennamen ist gegebenenfalls eine gesonderte Liste vorhanden.
- Länge/Maße in Metern:
Die in der Übersicht enthaltenen Längenangaben sind  gerundete Übersichtswerte, die in Google Earth mit dem dortigen Maßstab ermittelt wurden. Sie dienen Vergleichszwecken und werden, sofern amtliche Werte bekannt sind, ausgetauscht und gesondert gekennzeichnet.
Bei Plätzen sind die Maße in der Form a × b für rechteckige Anlagen und für (ungefähr) dreieckige Anlagen als a × b × c mit a als längster Seite angegeben.
Sofern die Straße auch in benachbarte Ortsteile weiterführt, gibt der Zusatz ‚im Ortsteil‘ an, wie lang der Straßenabschnitt innerhalb des Ortsteils dieses Artikels ist.
- Namensherkunft: Ursprung oder Bezug des Namens.
- Anmerkungen: weitere Informationen über anliegende Baudenkmale oder Institutionen, die Geschichte der Straße und historische Bezeichnungen.
- Bild: Foto der Straße oder eines anliegenden Objektes.

| Name/Lage                                   | Länge/Maße (in Metern)                                | Namensherkunft | Datum der Benennung                | Anmerkungen | Bild |
| ------------------------------------------- | ----------------------------------------------------- | --- | ---------------------------------- | --- | --- |
| Adolf-Scheidt-Platz (Lage)                  | 0080 (Durchmesser)                                    | Adolf Scheidt (1870–1947), Politiker | 23. März 1925                      | Der 1924–1931 von Fritz Bräuning und Rudolf Fischer gestaltete Adolf-Scheidt-Platz ist ein typischer Schmuckplatz der 1920er Jahre. Der zentrale Platz in der Gartenstadt Neu-Tempelhof (auch: Fliegerviertel) liegt an der Manfred-von-Richthofen-Straße und Paradestraße und erhielt zunächst den Namen Paradeplatz nach dem Paradefeld, das sich hier befand. 1925 bekam er seinen heutigen Namen nach dem Kommunalpolitiker Adolf Scheidt, der beim Bau der Wohnsiedlung eine wichtige Rolle gespielt hatte. Während des dritten Reiches wurde der Adolf-Scheidt-Platz 1934 in Paradeplatz zurück benannt, da die weltanschaulichen Ansichten von Adolf Scheidt den Nationalsozialisten widersprachen. 1955 erhielt er wieder den Namen Adolf-Scheidt-Platz. In der Platzmitte erhebt sich der Storchenbrunnen 1931 nach einem Entwurf von Ernst Seeger erstellt. Der halbkreisförmige und begrünte Platz mit Brunnen ist ein gelistetes Gartendenkmal. | Adolf-Scheidt-Platz · Adolf-Scheidt-Platz                                                                          |
| Alarichplatz (Lage)                         | 0120 × 50 (30) (Trapezform)                           | Alarich I. (370–410), König der Westgoten | 25. Jan. 1910                      | Die kleine Grünanlage liegt zwischen Alarichstraße, Wolframstraße und Konradinstraße. Der Platz wurde als Platz H des Bebauungsplans angelegt. An der Nordseite des Platzes befindet sich die Paul-Klee-Grundschule. Durch den von Bäumen umstandenen Platz wird das dicht bebaute Tempelhofer Quartier gelockert, es gibt einen Spielplatz, eine Liegewiese und Ruhebänke. | Alarichplatz |
| Alarichstraße (Lage)                        | 0400                                                  | Alarich I. (370–410), König der Westgoten | 25. Jan. 1910                      | Die als Straße 66 angelegte Alarichstraße liegt zwischen Attilastraße und Germelmannbrücke, wo sie in die Rathausstraße übergeht. Die verkehrsreiche innerstädtische Wohnstraße ist mit gutem Altbaubestand und einigen Gewerbeeinheiten umbaut. | Alarichstraße |
| Alboinplatz (Lage)                          | 0175 (Durchmesser)                                    | Alboin (um 526–572, auch Albuin), König der Langobarden | 23. Jan. 1931                      | Der als Platz Q angelegte fast kreisrunde Platz liegt an der Grenze zu Schöneberg. Das Straßenland des Platzes liegt in Schöneberg, lediglich die östlichen Grundstücke liegen im Ortsteil. 1945 war vorgesehen, den Alboinplatz in Egerlandplatz zu benennen, die Umbenennung wurde jedoch durch den Magistrat nicht bestätigt. | Berlin-Tempelhof Alboinplatz                                                                                       |
| Alboinstraße (Lage)                         | 0950 + 250 (Unterbrechung durch den Alboinplatz)      | Alboin (um 526–572, auch Albuin), König der Langobarden | 23. Jan. 1931                      | Der vorherige Name war von 1913 bis 1931 Albionstraße, davor Straße 12a. Der Name soll versehentlich, möglicherweise durch eine Verballhornung des Namens Alboin, entstanden sein. Während des Ersten Weltkriegs war mehrfach eine Umbenennung angestrebt worden, sie erfolgte jedoch erst 1931. Sie liegt an der Grenze zu Schöneberg, das Straßenland gehört zu Schöneberg. 1945 war vorgesehen, die Alboinstraße in Egerlandstraße zu benennen, die Umbenennung wurde jedoch durch den Magistrat nicht bestätigt. Am 1. August 1965 wurde der südliche Abschnitt der Alboinstraße, der zwischen Attila- und Arnulfstraße lag, in Paul-Schmidt-Straße umbenannt. Am 1. April 1976 erhielt auch die neu angelegte Straße – zwischen Schöneberger Straße und Alboinstraße – den Namen Alboinstraße. Zum Verlauf und der Anbindung des Stadtrings wurde 1972 der Bebauungsplan XIII-21 festgelegt, wobei die Eisenbahn-Privatstraße überplant wurde. Die Flächennutzung des Gerdsmeyerwegs (damals: Marienhöher Weg) und die anschließende Fläche nordöstlich der Marienhöhe ist im Bebauungsplan 32 bestimmt, zum Anschluss an die Arnulfstraße wurde Straße 418 (jetzt: Paul-Schmidt-Straße) trassiert. | Alboinstraße |
| Albrechtstraße (Lage)                       | 1300 (+ 260 als Fußweg)                               | Albrecht von Preußen (1809–1872), Militär | vor 1878                           | Die Albrechtstraße erstreckte sich ursprünglich von der Alboinstraße (Gemarkungsgrenze) bis zur Ordensmeisterstraße. Durch die Bebauung im Bereich der Wittekindstraße wurde sie aber unterbrochen. Der kleine Teil der Straße zwischen Alboinstraße und Rothariweg wurde am 27. April 1936 in den Rothariweg einbezogen. Heute verläuft sie vom Gäßnerweg über Felixstraße und weiter als Fußweg bis zur Komturstraße. An der Ecke Albrechtstraße 57 / Friedrich-Franz-Straße 6 steht das „Wohnhaus August Buch“ ein Kompromiss zwischen Villen mit Erkern und dem modernen Landhausbau. Die „Spukvilla“ in der Albrechtstraße 110 / Blumenthalstraße 7 wurde um 1867 im Stil eines Schweizerhaus errichtet und ist als einziges Bauwerk der ursprünglichen Villen- und Landhausbebauung in Tempelhof erhalten geblieben. | Albrechtstraße |
| Alt-Tempelhof (Lage)                        | 0800                                                  | Alter Dorfkern von Tempelhof | 31. Aug. 1949                      | Sie führt von der Germaniastraße und Fuhrmannstraße bis Manteuffelstraße und Schöneberger Straße am Berlinickeplatz und überquert dabei den Tempelhofer Damm (B 96) an dem auch der U-Bahnhof Alt-Tempelhof liegt. Die Straße bildet den ehemaligen Dorfanger. Der vorherige Name vom 13. Jahrhundert bis 1949 war Dorfstraße. 1949 erfolgte eine Umbenennung der bisherigen Dorfstraße in ‚Alt-Tempelhof‘, wie dies auch für andere Ortsteile nach der Eingemeindung zu Groß-Berlin geschah. Auf der westlichen Mittelinsel steht der Eva-Brunnen eines unbekannten Künstlers aus dem Jahr 1927. | Alt-Tempelhof |
| Arenholzsteig (Lage)                        | 0120                                                  | Burchard von Arenholz (14. Jhd.), Theologe, wurde 1344 urkundlich erwähnt als Komtur der Komturei Tempelhof | 23. Nov. 1931                      | Die kleine Straße auf der Trasse von Straße 12 des Bebauungsplans ist eine Sackgasse von der Eresburgstraße abgehend. Sie wird auf der Ostseite von der KGA Feldschlößchen begrenzt. Auf der Westseite stehen Mehrfamilienhäuser. Für Fußgänger und Radfahrer gibt es eine Verbindung zur Schöneberger Straße. | Arenholzsteig |
| Arnulfstraße (Lage)                         | 0570 (im Ortsteil)                                    | Arnulf von Kärnten (um 850–899), ostfränkischer König und römisch-deutscher Kaiser | um 1911                            | Die als Straße 78 projektierte Straße verläuft vom Prellerweg und Röblingstraße bis zum Attilaplatz. Ein Teil der Straße liegt in Schöneberg. Der Tempelhofer Abschnitt war zwar bereits um 1911 benannt, aber nach einem Luftbild von 1928 bis dahin noch nicht gebaut worden. Der Schöneberger Teil zwischen Röbling- und Domnauer Straße hieß von um 1919 bis 1925 Gartenstraße. Die Flächennutzung des Gerdsmeyerwegs (damals: Marienhöher Weg) und die anschließende Fläche nordöstlich der Marienhöhe ist im Bebauungsplan 32 bestimmt, zum Anschluss an die Arnulfstraße wurde Straße 418 (jetzt: Paul-Schmidt-Straße) trassiert. | Arnulfstraße |
| Attilagarten (Lage)                         | 0080                                                  | Attila (auch Etzel, † 453), König der Hunnen | nach 1932                          | Die Privatstraße zwischen Attilastraße und Wolframstraße wurde neu angelegt und erhielt zwischen 1932 und 1935 ihren Namen. Die ruhige Wohnstraße mit Nachkriegsbauten verläuft parallel zur Chlodwigstraße und kann nur von Anliegern befahren werden. Fußgänger und Radfahrer können den Durchgang zwischen Wolframstraße und Attilastraße tagsüber nutzen. Nach Süden gibt es einen direkten Fußweg zum Wulfila-Ufer am Teltowkanal. | Attilagarten |
| Attilaplatz (Lage)                          | 0050 (Durchmesser)                                    | Attila (auch: Etzel, † 453), König der Hunnen | um 1910                            | Auf den Platz münden Manteuffel-, Friedrich-Karl-, Alarich-, Attila- und Arnulfstraße. Er ist ein wichtiger Verkehrsknotenpunkt. | Attilaplatz |
| Attilastraße (Lage)                         | 1360 (im Ortsteil)                                    | Attila (auch Etzel, † 453), König der Hunnen | um 1909                            | Die Straße ist eine wichtige Verkehrsverbindung nach Lankwitz und liegt zwischen Attilaplatz und Kaiser-Wilhelm-Straße / Maulbronner Ufer über Friedrich-Karl-Straße. Vorherigen Namen waren Tempelhofer Weg (19. Jh.–um 1899), Lankwitzer Weg (vor 1882–um 1900), Lankwitzer Straße (um 1900–um 1909) und Tempelhofer Straße (um 1899–1928). Die Lankwitzstraße in Tempelhof wurde um 1909 in Attilastraße umbenannt. Am 7. Januar 1928 wurde die Tempelhofer Straße in die Attilastraße einbezogen. Am 20. Juli 1960 wurde die Kaiser-Wilhelm-Straße zwischen Sieversbrücke und Attilastraße in die Attilastraße einbezogen. Einige Wohnblocks, Stadtvillen und ein großes Gewerbegebiet – in Nähe zum S-Bahnhof – kennzeichnen die verkehrsreiche Straße. Der südwestliche Teil der Straße verläuft in Steglitz. Im Block zwischen Attilastraße, Paul-Schmidt-Straße und Tankredstraße gibt es einen großen Innenhof mit Mietergärten. An der Ecke zur Röblingstraße führt ein Fußweg über Treppen zum Marienhöher Weg und zur Marienhöhe. | Attilastraße · Attilastraße                                                                                        |
| Bacharacher Straße (Lage)                   | 0410                                                  | Bacharach, Stadt im Landkreis Mainz-Bingen in Rheinland-Pfalz | um 1911                            | Die Straße führt an der Ostseite der Bärensiedlung von der Oberlandstraße bis zur Schaffhausener Straße, neben der die Tunneleinfahrt der A 100 liegt. Die Straße begrenzt die Bärensiedlung im Osten und endet im Süden an der Einfahrt zum Autobahntunnel Ortskern Britz über dem Autobahntunnel ein Park entstanden ist. | Bacharacher Straße                                                                                                 |
| Badener Ring (Lage)                         | 0610                                                  | Großherzogtum Baden, Bundesstaat des Deutschen Kaiserreichs | nach 1913                          | Die Straße im Fliegerviertel liegt zwischen Manfred-von-Richthofen-Straße und Loewenhardtdamm. Für das Gebiet zwischen Bayern- und Badener Ring besteht ein Bebauungsplan von 1956. In diesem als Gartenstadt projektierten Viertel wurden Straßen nach Bundesstaaten und Herrschergeschlechtern des Deutschen Kaiserreichs benannt. Die zentral gelegene und ruhige Wohnstraße mit Mehrfamilienhäusern aus den 1920er Jahren hat eine gute Verkehrsanbindung. An der Ecke zur Boelckestraße steht die Kirche auf dem Tempelhofer Feld. Es gibt mehrere Fußgängerdurchgänge durch die Blockbebauung zum Bayernring. | Badener Ring · Kirche auf dem Tempelhofer Feld                                                                     |
| Ballonfahrerweg (Lage)                      | 0100 (im Ortsteil)                                    | nach den nahebei auf dem Tempelhofer Feld stationierten Luftschiff- und Ballonfahrern des preußischen Garde-Pionier-Bataillons | 24. Juli 2006                      | Die Straße zwischen Werner-Voß-Damm und Sachsendamm wurde am 1. Dezember 2006 dem Verkehr übergeben und am 8. Dezember 2006 offiziell eingeweiht. Der südliche Teil der Straße verläuft in Schöneberg. | Ballonfahrerweg |
| Bäumerplan (Lage)                           | 0140 + 140 (Unterbrechung durch Wohnbebauung)         | Paul Bäumer (1896–1927), Jagdflieger im Ersten Weltkrieg | 21. Apr. 1936                      | Die Straße im Fliegerviertel führt vom Loewenhardtdamm bis zum Werner-Voß-Damm und ist zwischen Wüsthoffstraße und Wintgensstraße versetzt. Er war zuvor Teil der vor 1914 benannten Deutscher Ring und Preussenring. 1936 erfolgte eine Umbenennung der beiden Straßen: Ein Abschnitt des Preußenrings erhielt den Namen Peter-Strasser-Weg, der Teil des Preußenrings zwischen Bundesring und Zähringerkorso wurde in Rumeyplan und ein Teil der Straße Deutscher Ring und der Straße Preußenring wurde in Bäumerplan umbenannt. Der Teil des Deutschen Rings zwischen Wettinerkorso und Bundesring wurde 1936 in Schreiberring umbenannt und der Teil von Tempelhofer Damm bis Loewenhardtdamm erhielt den Namen Wolffring. Für das westlicher liegende Gebiet liegt ein Bebauungsplan von 1949 vor. | Bäumerplan |
| Bayernring (Lage)                           | 0910                                                  | Königreich Bayern, Bundesstaat des Deutschen Kaiserreichs | nach 1913                          | Der Bayernring verläuft vom Tempelhofer Damm bis Loewenhardtdamm. Für das Gebiet zwischen Bayern- und Badener Ring besteht ein Bebauungsplan von 1956. Hier liegt die 1931 errichtete Wohnanlage von Fritz Bräuning und Paulus & Paulus. | Bayernring |
| Bergholzstraße (Lage)                       | 0440                                                  | Benedix Bergholz (* 15. Jahrhundert), Grundbesitzer in Tempelhof | um 1909                            | Die Straße im Gewerbegebiet geht als Sackgasse von der Gottlieb-Dunkel-Straße ab, nur an der Ecke stehen einige Wohnhäuser, die Straße endet im Tempelhofer Industriegebiet am Teltowkanal und es findet auf der Kopfsteinpflasterstraße Schwerlastverkehr statt. Die A. Druckenmüller GmbH erwarb im Jahre 1907 das gesamte Gelände zwischen der Straße und dem neu gebauten Teltowkanal und errichtete dort ein großes Stahlwerk. Ab 1929 firmierte sie als Krupp-Druckenmüller GmbH. | Bergholzstraße |
| Berlinickeplatz (Lage)                      | 0050 × 40 (Dreieckform)                               | Johann Gottlieb Berlinicke (1805–1880), Bauerngutsbesitzer und Gemeindevorsteher in Tempelhof | 17. Apr. 1863                      | Die kleine Grünfläche liegt zwischen der Straße Alt-Tempelhof (die sich östlich des Platzes verzweigt und anschließend zweiarmig verläuft) und Manteuffelstraße. An der Südseite befindet sich ein Taxi-Wartestand. | Berlinickeplatz |
| Blumenthalstraße (Lage)                     | 0320                                                  | Leonhard von Blumenthal (1810–1900), preußischer Generalfeldmarschall | 24. Okt. 1874                      | Die Blumenthalstraße verläuft von der Parkstraße bis zur Kaiserin-Augusta-Straße und wird durch den Friedensplatz unterbrochen. In Schöneberg existiert ebenfalls eine Blumenthalstraße. Die „Spukvilla“ in der Albrechtstraße 110 / Blumenthalstraße 7 wurde um 1867 im Stil eines Schweizerhaus errichtet und ist als einziges Bauwerk der ursprünglichen Villen- und Landhausbebauung in Tempelhof erhalten geblieben. | Blumenthalstraße                                                                                                   |
| Boelckestraße (Lage)                        | 1420                                                  | Oswald Boelcke (1891–1916), Jagdflieger im Ersten Weltkrieg | 21. Apr. 1936                      | Die verkehrsreiche Wohnstraße mit zwei Fahrspuren in jeder Richtung und einer Mittelinsel führt von Norden nach Süden durch das Fliegerviertel. Im Norden schließt sie an die Katzbachstraße an und im Süden geht sie in die Manteuffelstraße über. Von der Dudenstraße bis zur Manteuffelstraße, wo sie die Stadtautobahn A 100 unterquert. Als wichtigste Nord-Süd-Verbindung durch das Fliegerviertel ist sie mit zwei Richtungsfahrbahnen mit Grünstreifen ausgeführt. Von 1914 bis 1936 hieß sie Wittelsbacherkorso. Die Bebauung besteht sowohl aus Reihenhäusern als auch aus Mehrfamilienhäusern, die größtenteils in den 1920er Jahren erbaut wurden. An der Straße liegen die Tempelherren-Grundschule und die Hugo-Gaudig-Schule sowie die Kirche auf dem Tempelhofer Feld. Der Parkring mit seinen Grünanlagen und Spielplätzen wird von der Boelckestraße zweimal gekreuzt. Für das Gebiet zwischen Bayern- und Badener Ring besteht ein Bebauungsplan von 1956. | Boelckestraße |
| Borussiastraße (Lage)                       | 1000                                                  | Borussia, neulateinischer Name für Preußen | 1901                               | Die Borussiastraße liegt zwischen Schöneberger Straße und Ringbahnstraße. In der Nr. 16/17 befindet sich die Berufsfeuerwache Tempelhof. Der Bebauungsplan 7-6 aus dem Jahr 2006 beschreibt die Nutzung der Fläche Schöneberger, Ringbahn-, Manteuffel-, Borussiastraße. | Borussiastraße |
| Bosestraße (Lage)                           | 0750                                                  | Julius von Bose (1809–1894), preußischer General | 1897                               | Die Bosestraße führt von der Parkstraße und Blumenthalstraße bis zur Alboinstraße am Südende des Boseparks vorbei. Zwischen Gäßnerweg und Alboinstraße liegt die Friedrich-Ebert-Sportanlage, auf dem der BFC Viktoria 1889 seinen Sitz hat. Der heute zu Schöneberg gehörende Teil der Bosestraße wurde vor dem Ersten Weltkrieg auch als Verlängerte Bosestraße bezeichnet. Dieser Teil, zwischen der Bessemerstraße und der Alboinstraße, wurde am 28. März 1958 in Engelingzeile umbenannt. Der übrige Teil der Straße in Tempelhof behielt den Namen Bosestraße. 1961 wurde der Bebauungsplan 63 für die Wohnbaufläche südlich der Bosestraße, einschließlich Gäßner- und Rothariweg bis nördlich der (schon vorhandenen) Grundstücke der Kaiserin-Augusta-Straße festgelegt. | Bosestraße |
| Bundesring (Lage)                           | 0350                                                  | nach dem Norddeutschen Bund (1867–1871) | vor 1914                           | Der Bundesring im Fliegerviertel führt vom Wolffring über Paradestraße bis Rumeyplan und Peter-Strasser-Weg. Es handelt sich um einen langgezogenen Grünstreifen mit zwei Fahrbahnen an jeder Seite, der Teil des Parkrings Neu-Tempelhof ist, der sich nahezu hufeisenförmig um die ganze Siedlung zieht. Die ruhige Wohnstraße in zentraler Lage ist mit den für das Fliegerviertel typischen Reihenhäusern bebaut. Auf dem Mittelstreifen als Teil des ParkringsDort befindet sich neben einem Spielplatz und Grünflächen auch eine Bunkeranlage aus dem Zweiten Weltkrieg. | Bundesring |
| Burchardstraße (Lage)                       | 0500                                                  | Burchard von Arenholz, im 14. Jahrhundert Komtur des Johanniterordens in Tempelhof | um 1910                            | Die ruhige Wohnstraße ist mit Mehrfamilienhäusern bebaut, die überwiegend aus den 1920er Jahren stammen. Die Burchardstraße liegt zwischen Manteuffelstraße am Berlinickeplatz und Alboinstraße an der Nordseite der Friedrich-Ebert-Sportanlage. Die Straße 76 von der Wittekindstraße über den Berlinickeplatz zur Dorfstraße (jetzt: Alt-Tempelhof) wurde am 21. August 1931 ebenfalls in Burchardstraße benannt. Es gibt mehrere Fußwege durch großzügige Grünanlagen zur Eresburgstraße. An der südlichen Straßenseite liegt das Friedrich-Ebert-Stadion, in dem mit dem Berliner FC Viktoria 89 einer der ältesten deutschen Fußballvereine seine Heimat hat. Im Jahr 1957 wurde der Bebauungsplan für das Wohnbauland Eresburg-, Schöneberger, Burchardstraße aufgestellt. | Burchardstraße |
| Burgemeisterstraße (Lage)                   | 1150                                                  | Otto Burgemeister (1883–1957), Kommunalpolitiker | 4. Juli 1960                       | Die Straße verläuft von der Wenckebachstraße über Tempelhofer Damm und Manteuffelstraße zum Alboinplatz. Sie endet am Alboinplatz und ist dort nur mit der östlichen, verkehrsberuhigten Fahrbahn verbunden. Eine zweibahnige Stichstraße erschließt die Grundstücke 55a–f und 56a–e. Der vorherige Name war von um 1899 bis 1960 Kaiser-Wilhelm-Straße. Die ruhige innerstädtische Wohnstraße ist überwiegend mit Altbauten und einigen Nachkriegsbauten bebaut. Nördlich der Straße liegen in einigem Abstand vier Parkanlagen (Bosepark, Lehnepark, Alter Park und Franckepark). | Burgemeisterstraße · Berlin-Tempelhof Burgemeisterstraße                                                           |
| Burgherrenstraße (Lage)                     | 0160                                                  | Burgherren, Besitzer von Burgen | nach 1910                          | Die Burgherrenstraße verbindet die Dudenstraße mit dem Schulenburgring. Sie wird zum ersten Mal im Berliner Adressbuch von 1913 als unbebaut erwähnt. | Burgherrenstraße                                                                                                   |
| Chlodwigstraße (Lage)                       | 0230                                                  | Chlodwig I. (466–511), König der Franken | um 1910                            | Die Straße führt von der Attilastraße zum Wulfila-Ufer am Teltowkanal. Die ruhige innerstädtische Wohnstraße ist auf der östlichen Seite mit Wohnblocks der Nachkriegszeit gegenüber mit Einfamilienhäusern bebaut. Bei ihrer Anlage war sie von der Wolframstraße bis zur Einmündung von Tankred- und Wittekindstraße zu Wolframstraße vorgesehen. Am 7. Januar 1928 wurde der Abschnitt zwischen Wolframstraße und Wulfilaufer in die Chlodwigstraße einbezogen. | Chlodwigstraße |
| Colditzstraße (Lage)                        | 0850                                                  | Nickel von Colditz, Ritter und letzter Komtur der Komturei Tempelhof | um 1911                            | Die Colditzstraße führt von der Albrechtstraße bis zur Ullsteinstraße und überquert den Teltowkanal. Im Adressbuch von 1913 ist der Teil südlich des Teltowkanals (Industriegelände) nicht aufgeführt. Die Straße ist ein Teilstück des Britz-Buckower Weges, einem der 20 grünen Hauptwege Berlins. | Colditzstraße |
| Columbiadamm (Lage)                         | 1230 (im Ortsteil)                                    | nach dem Flugzeug „Miss Columbia“, mit dem 1927 die Piloten Clarence Chamberlin und Charles Levine den ersten Flug von New York nach Berlin unternahmen | 14. Aug. 1950                      | Der Bereich zwischen Platz der Luftbrücke und Lilienthalstraße liegt im Ortsteil. Zwischen Friesen- und Lilienthalstraße gehört das Straßenland zu Tempelhof, ab Lilienthalstraße zu Neukölln. Seit dem 12. August 2014 verläuft die Bezirksgrenze auf dem Nordteil der Straße. Der Columbiadamm entstand in der heutigen Form erst Ende der 1940er Jahre aufgrund von Planungen zum Neubau des Flughafens Tempelhof. Von 1898 bis 1929 hieß der an Kreuzberg angrenzende Abschnitt Prinz-August-von-Württemberg-Straße. Am 20. März 1929 wurde dieser Teil in Columbiastraße umbenannt. Der Abschnitt zwischen dem heutigen Platz der Luftbrücke und Friesenstraße hieß Neue Flughafenstraße. Die östlich anschließende Trasse hieß Friedhofstraße bis nach Neukölln zur Flughafenstraße. 1950 erhielt der gesamte Straßenzug zwischen Platz der Luftbrücke und übergehend in die Flughafenstraße in Neukölln den Namen Columbiadamm. | „Columbia-Club“ am Columbiadamm in einem ehemaligen Kinotheater · Mahnmal KZ Columbia mit Radarturm im Hintergrund |
| Dudenstraße (Lage)                          | 0950 (im Ortsteil)                                    | Konrad Duden, Philologe und Lexikograf | 3. Jan. 1949                       | Das Straßenland und die Nordseite der Straße liegen in Kreuzberg. Die Straße wurde vor 1841 angelegt und hieß 1884 Kolonnenweg, ab 1901 Dreibundstraße und ab 1936 Immelmannstraße. Nach dem Zweiten Weltkrieg sollte sie zunächst in die bereits benannte Kolonnenstraße einbezogen werden. Sie erhielt jedoch 1949 den eigenständigen Namen Dudenstraße. Für das Gebiet Boelcke-, Duden-, Mussehlstraße, Bayernring besteht ein Bebauungsplan von 1966 mit den alten Straßentrassen. | Dudenstraße · Dudenstraße 9                                                                                        |
| Eresburgstraße (Lage)                       | 0420 (im Ortsteil)                                    | Eresburg, Volksburg der Sachsen in Westfalen | 12. Juni 1913                      | Die ruhige Wohnstraße ist mit Mehrfamilienhäusern bebaut, die überwiegend aus den 1920er Jahren stammen. Es gibt mehrere Fußwege durch Grünanlagen zur Burchardstraße. Die Durchfahrt zur Alboinstraße ist für Autos gesperrt. Die als Straße 2 des Bebauungsplans projektierte Straße liegt als Fortsetzung der Borussiastraße zwischen der Schöneberger und der Bessemerstraße. Der westliche Teil der Straße gehört zu Schöneberg und ändert den Charakter zur Industriestraße. Im Jahre 1957 wurde der Bebauungsplan für das Wohnbauland Eresburg-, Schöneberger, Burchardstraße aufgestellt, wodurch auch die Gäßnerstraße verlängert wurde. | Eresburgstraße |
| Erika-Gräfin-von-Brockdorff-Platz (Lage)    | 0220 × 170 × 60 (im Ortsteil ungleichmäßiges Viereck) | Erika Gräfin von Brockdorff (1911–1943) Widerstandskämpferin der Widerstandsbewegung der Roten Kapelle | 11. Feb. 2011                      | Der vorher unbenannte Bahnhofsvorplatz wurde 2011 im Rahmen eines Beschlusses der BVV Tempelhof-Schöneberg neue Straßen und Plätzen nach Frauennamen zu benennen nach Erika Gräfin von Brockdorff benannt. Da die Ortsteilgrenze zu Schöneberg über den östlichen Vorplatz quert, liegt nur dessen östliche Fläche im Ortsteil. Die Ortsteilgrenze liegt nach Norden (General-Pape-Straße) und Süden (Ballonfahrerweg) entlang der Bahnanlagen und geht dazwischen an der Zufahrtsstraße zum Bahnhofsparkplatz entlang, so dass lediglich der westliche Zipfel dieser Freifläche wie der westliche Bahnhofsvorplatz (Hildegard-Knef-Platz) in Schöneberg liegt. | Erika-Gräfin-von-Brockdorff-Platz an der Ostseite des Bahnhofs Südkreuz                                            |
| Eschersheimer Straße (Lage)                 | 0370                                                  | Eschersheim, Stadtteil von Frankfurt am Main | 20. Apr. 1912                      | Die zwischen Oderstraßenbrücke und Gottlieb-Dunkel-Straße gelegene Straße entstand durch Zusammenlegung von Straße 167b (nördlich: Oberlandstraße) und Straße 172 des Bebauungsplans. Die Ostseite der Straße gehört zu Neukölln. | Eschersheimer Straße                                                                                               |
| Eschwegering (Lage)                         | 0150                                                  | Rudolf von Eschwege (1895–1917), Jagdflieger im Ersten Weltkrieg | 21. Apr. 1936                      | Die Straße im Fliegerviertel liegt zwischen Manfred-von-Richthofen-Straße und Boelckestraße. Er war von um 1913 bis 1936 Teil des Thüringer Rings, der durch die entstandene Bebauung verkürzt wurde. | Eschwegering |
| Felixstraße (Lage)                          | 0620                                                  | Felix Reinert (1859–1908), Unternehmer, Mitbegründer der „Industrie-Viertel Berlin-Tempelhof GmbH“ | um 1908                            | Die Felixstraße liegt zwischen Germaniastraße und Albrechtstraße. Zunächst erhielt nur der Teil an der Albrechtstraße den Namen. Die zwischen Germaniastraße und Götzstraße liegende Straße 21 wurde am 21. April 1932 einbezogen. Der Rest kam nach Auflösung der Kleingartenanlage am 1. November 1967 dazu. Besonderheit: Die Straße lag zunächst auf der Trasse des heutigen Nackenheimer Wegs. Sie ist von 1909 bis 1931 im Berliner Adressbuch verzeichnet. Ab 1933 erscheint sie an ihrer heutigen Stelle. Für 1932 weist das Adressbuch keinen Eintrag für Felixstraße auf. Für die Nutzung des Wohnbaulandes zwischen Felix-, Götz-, Werberg-, Germaniastraße wurde 1955 der Bebauungsplan XIII-9 aufgestellt. 1957 wurde ein Bebauungsplan für nordöstlich der Straße 6/Felixstraße aufgestellt, durch den der Verlauf der Götzstraße geändert und die Straße 410 (heute: Zastrowstraße) geplant wurde. | Felixstraße |
| Friedensplatz (Lage)                        | 0060 (Durchmesser)                                    | nach dem Frankfurter Frieden von 1871 | um 1902                            | Der kreisrunde Friedensplatz liegt an Albrecht- und Blumenthalstraße. Am Friedensplatz steht eine Villa, in der nach der Schlacht bei Großbeeren 1813 fliehende napoleonische Grenadiere ihre Kriegskasse vergraben haben sollen. Bei späteren Bauarbeiten wurden sterbliche Überreste und Uniformteile entdeckt, aber keine Kriegskasse. Die Geister der toten französischen Soldaten sollen seit Anfang in der „Spukvilla“ flüsternd auf knarrenden Dielen herumgegangen sein. | Friedensplatz |
| Friedrich-Franz-Straße (Lage)               | 0740                                                  | Friedrich Franz II. (1823–1883), Großherzog von Mecklenburg-Schwerin | um 1880                            | Die ruhige innerstädtische Wohnstraße liegt zwischen Bosestraße und Friedrich-Karl-Straße. An der Kreuzung Kaiserin-Augusta-Straße befindet sich die Glaubenskirche von 1915 und gegenüber das Reform-Realgymnasium Tempelhof (heute: Askanisches Gymnasium) von 1911. An der Straße stehen überwiegend Wohnblocks aus den 1920er Jahren sowie einige Nachkriegsbauten. Die Friedrich-Franz-Straße wurde vor 1882 benannt und ist im Bebauungsplan des Rittergutes Tempelhof, der um 1878 erarbeitet worden war, projektiert. An der Ecke Albrechtstraße 57 / Friedrich-Franz-Straße 6 steht das „Wohnhaus August Buch“, ein Kompromiss zwischen Villen mit Erkern und dem modernen Landhausbau. | Friedrich-Franz-Straße · Askanisches Gymnasium                                                                     |
| Friedrich-Karl-Straße (Lage)                | 0550                                                  | Friedrich Karl Nikolaus von Preußen (1828–1885), preußischer Prinz und Feldherr | um 1897                            | Die Straße führt vom Attilaplatz bis zum Tempelhofer Damm. Sie wurde zwischen 1841 und 1884 angelegt. Um 1908 wurde sie in beiden Richtungen verlängert. Der lange östliche Teil wurde bereits mit der ersten Bebauung 1910 wieder abgetrennt und heißt seitdem Ordensmeisterstraße. Der westliche Teil wurde am 21. Juli 1960 in Totilastraße umbenannt. Seitdem ist die Straße nur noch so lang wie ursprünglich. An der verkehrsreichen innerstädtischen Wohn- und Geschäftsstraße stehen zahlreiche gut erhaltene Altbauten sowie Nachkriegsbauten. | Friedrich-Karl-Straße                                                                                              |
| Friedrich-Wilhelm-Straße (Lage)             | 1400                                                  | Wilhelm I. (1797–1888), Deutscher Kaiser | vor 1899                           | Die Friedrich-Wilhelm-Straße verläuft von der Ordensmeisterstraße bis zum Alboinplatz. Ihre Verlängerung zum Alboinplatz war die Privatstraße. Sie wurde noch vor 1945 in die Friedrich-Wilhelm-Straße einbezogen. Zwischen der Werderstraße und der Friedrich-Franz-Straße in der Nr. 70/71 befindet sich die Herz-Jesu-Kirche, daneben die Maria-Montessori-Grundschule. Die ruhige innerstädtische Wohnstraße ist überwiegend mit Altbauten und einigen Nachkriegsbauten umgeben. Die Straße endet für Autos am Alboinplatz als Sackgasse. Auffälligstes Gebäude ist die Markthalle Tempelhof, ein ehemaliges Straßenbahndepot. | Friedrich-Wilhelm-Straße                                                                                           |
| Friesenstraße (Lage)                        | 0200 (im Ortsteil)                                    | Friedrich Friesen (1784–1814), Mitbegründer der deutschen Turnbewegung und Pädagoge | 25. Sep. 1884                      | Die Straße liegt zwischen Bergmannstraße und Columbiadamm, das Straßenland gehört zu Kreuzberg, nur die Hausnummern 15a–h (Westseite zwischen Schwiebusser Straße und Columbiadamm) liegen in Tempelhof. Sie entstand als Straße 21, Abt. II des Bebauungsplans auf dem Gelände einer ehemaligen chemischen Fabrik im Jahr 1864 und ist seit 1878 als öffentliche Straße ausgewiesen. Ein weiterer Teil wurde am 4. August 1897 benannt. | Friesenstraße |
| Fritz-Bräuning-Promenade (Lage)             | 0100                                                  | Fritz Bräuning (1879–1951), Architekt und Stadtplaner, Gestalter der Gartenstadt Neu-Tempelhof | 10. Aug. 2002                      | Die Fritz-Bräuning-Promenade ist ein kurzer Fußweg von der Boelckestraße bis zum Adolf-Scheidt-Platz. Die feierliche Benennung fand am 4. September 2002 statt. | Fritz-Bräuning-Promenade                                                                                           |
| Fuhrmannstraße (Lage)                       | 0120                                                  | Albert Fuhrmann (1826–1906), Kommunalpolitiker in Tempelhof | 1. Nov. 1953                       | Die Straße zwischen Alt-Tempelhof und Borussiastraße war zunächst als Straße 20a projektiert. Sie beginnt am Ostende des alten Dorfes Tempelhof, wo die breite Dorfstraße (heute Alt-Tempelhof) zur schmaleren Germaniastraße wurde. Die Verbindung entstand 1933 durch den Abriss des dort stehenden Fuhrmannschen Bauernhauses und den Bau des Wohnblockkomplexes Fuhrmannstraße 1-9 (ungerade), bis 1953 noch unter den Adressen Borussiastraße 31a-c und Germaniastraße 167a-b. Die markanten Gaslaternen mit den typischen Laternenmasten stehen noch heute. Auf der anderen Straßenseite, 1956 noch unbebaut, steht seit vor 1962 der Wohnblock Nr. 2-6 (gerade). | Fuhrmannstraße |
| Gäßnerweg (Lage)                            | 0640                                                  | Ernst Gottfried Gäßner (1830–1900), Pädagoge und Kantor in Tempelhof | 16. Aug. 1928                      | Die als Straße 12c trassierte Verbindung führt von der Burchardstraße bis zur Kaiserin-Augusta-Straße an der auf der Ostseite 1926–1928 von Walter Hämer errichteten Wohnsiedlung vorbei. In den 1930er Jahren wurde auch die Westseite bebaut. Eine ursprünglich geplante Verlängerung nach Norden über die Burchardstraße hinaus bis zur Eresburgstraße wurde mit der Bebauung dieses Geländes nach dem Bebauungsplan von 1957 aufgegeben. | Gäßnerweg |
| Geiserichstraße (Lage)                      | 0180                                                  | Geiserich (390–477), König der Wandalen und Alanen | 26. Juli 1927                      | Die kurze Wohnstraße zwischen Attilastraße und Wulfila-Ufer entstand als Straße 41 des Bebauungsplans. An der ruhigen Wohnstraße stehen Einfamilienhäusern, auf der westlichen Straßenseite liegt die KGA ‚Geiserich‘. Es gibt eine Fußgängerverbindung am Teltowkanal oder durch die Kleingartenanlage zur Gersdorfstraße. | Geiserichstraße |
| General-Pape-Straße (Lage)                  | 1190                                                  | Alexander von Pape (1813–1895), preußischer General | 2. Feb. 1897                       | Nach dieser Straße war der ehemalige Bahnhof Papestraße benannt, der 1901 eröffnet und 2006 erweitert und in Südkreuz umbenannt wurde. Die Straße und das angrenzende Gebiet gehörten ursprünglich zum Bezirk Schöneberg und wurden erst bei der Gebietsreform 1938 dem Bezirk Tempelhof zugeschlagen. Am Nordende der Straße wurde 1941 der Schwerbelastungskörper errichtet. Die mäßig befahrene Straße ist Teil des Geschichtsparcours und es stehen hauptsächlich ehemalige Kasernen- und Militärgebäude, die an die Zeit der Eisenbahnregimenter erinnern. An der Ecke zum Loewenhardtdamm (General-Pape-Straße 60) steht der Schwerbelastungskörper als markantes Bauwerk. Das Robert Koch-Institut (ehemals Bundesgesundheitsamt) hat eine Außenstelle im ehemaligen Gebäude des Eisenbahnregiments. Zwischen den Gebäuden liegt die KGA Papestraße. Mit dem Alfred-Lion-Steg gibt es eine Verbindung für Fußgänger und Radfahrer über die Anhalter Bahn zwischen den Ortsteilen Tempelhof und Schöneberg. In der General-Pape-Straße 2–66 liegen die ehemaligen Kasernen des 2. und 3. Eisenbahnregiments | General-Pape-Straße · Kasernen des Eisenbahnregiments                                                              |
| Gerdsmeyerweg (Lage)                        | 0200                                                  | August Gerdsmeyer (1903–1958), Kommunalpolitiker in Tempelhof | 1. Aug. 1965                       | Der Gerdsmeyerweg entstand in den 1960er Jahren im Rahmen der Bebauung der Marienhöhe. Er geht von der Paul-Schmidt-Straße ab und endet in einem Wendehammer. Zwischen Gerdsmeyerweg und Marienhöher Weg gibt es einen Fuß-/Radweg. Die ruhige innerstädtische Wohnstraße ist mit Mehrfamilienhäusern aus den 1970er Jahren bebaut. Zwischen den Häusern gibt es großzügige Grünanlagen und Fußgängerverbindungen zur Arnulfstraße, die Parkanlage der Marienhöhe grenzt direkt an die Straße, die eng ist ein beschränktes Parkplatzangebot hat. Durch die angrenzende KGA Eschenallee führt ein Gartenlehrpfad. An der Marienhöhe endet die Straße für Autos als Sackgasse, Fußgänger und Radfahrer kommen durch die Parkanlage weiter. Die Flächennutzung des Gerdsmeyerwegs (damals: Marienhöher Weg) und die anschließende Fläche nordöstlich der Marienhöhe ist im Bebauungsplan 32 bestimmt, zum Anschluss an die Arnulfstraße wurde Straße 418 (jetzt: Paul-Schmidt-Straße) trassiert. | Gerdsmeyerweg |
| Germaniagarten (Lage)                       | 0160                                                  | Germania, Personifizierung Deutschlands | nach 1930                          | Die Straße in der Bärensiedlung erschließt einen der drei Höfe. Sie entstand gemeinsam mit dem Oberlandgarten beim Bau der Siedlung um 1930. Die Wohnsiedlung liegt an der Einfahrt zum Autobahntunnel Ortskern Britz, die im Norden und im Westen von Industrieansiedlungen umgeben ist. Innerhalb des Wohnblocks ist der Autobahnlärm wenig zu hören. | Germaniagarten |
| Germaniastraße (Lage)                       | 1140                                                  | Germania, Personifizierung Deutschlands | 6. Sep. 1898                       | Die Straße verläuft heute von Alt-Tempelhof bis zur Rohdestraße. Sie bestand seit Jahrhunderten als Weg von Tempelhof nach Britz und wurde am 6. September 1898 von Britzer Weg in Germaniastraße umbenannt, zunächst nur bis Grüner Weg, kurz darauf (zwischen 1902 und 1905) vollständig. Sie führte bis zur Ortsgrenze, durch die Grenzänderung der Berliner Bezirke am 1. April 1938 kam das letzte kurze Stück zu Britz. Die Trasse der Germaniastraße wurde durch den Bau der Stadtautobahn erheblich verkürzt. Am 1. Juli 1982 wurde der östliche Abschnitt in Britz in den Tempelhofer Weg einbezogen. Ein Abschnitt in Tempelhof kam zur Schaffhausener Straße. Für die Nutzung des Wohnbaulandes zwischen Felix-, Götz-, Werberg-, Germaniastraße wurde 1955 der Bebauungsplan XIII-9 aufgestellt. | Germaniastraße |
| Gersdorfstraße (Lage)                       | 0240 (im Ortsteil)                                    | Runder Gersdorf und Langer Gersdorf, zwei ehemalige Pfuhle in Tempelhof | 8. Aug. 1935                       | Die Straße verläuft von der Attilastraße zur Ringstraße, der Teil südlich des Teltowkanals liegt in Mariendorf. Sie war von vor 1902 bis 1913 Teil der Schöneberger Straße, die am 8. August 1935 in Röblingstraße (nordwestlich der Attilastraße) und Gersdorfstraße (südöstlicher Teil) umbenannt wurde. | Gersdorfstraße |
| Götzstraße (Lage)                           | 1000                                                  | Ferdinand Goetz (1826–1915), Mediziner und Politiker | 1912                               | Ursprünglich verlief die als Straße 6a angelegte Götzstraße von der Berliner Straße (heute: Tempelhofer Damm) zur Germaniastraße/Oberlandstraße. Östlich der Felixstraße wurde die Götzstraße am 13. Februar 1957 verlängert. Ein weiterer Teilabschnitt, der von der Felixstraße südlich abging und auf ein ehemaliges Gartenkoloniegelände führte, wurde am 1. November 1967 ebenfalls Götzstraße genannt. Dabei war die Trasse der Götzstraße in ihrer Linienführung erheblich verändert worden. Für die Nutzung des Wohnbaulandes zwischen Felix-, Götz-, Werberg-, Germaniastraße wurde 1955 der Bebauungsplan XIII-9 aufgestellt. 1957 wurde ein Bebauungsplan für nordöstlich der Straße 6/Felixstraße aufgestellt durch den der Verlauf der Götzstraße geändert wurde und die Straße 410 (heute: Zastrowstraße) geplant wurde. Der südliche Bogen der Götz- zur Felixstraße wurde durch den Bebauungsplan XIII-79 für die Wohnbaufläche zwischen Straße 6, verlängerter Templerzeile und Koseler Weg, wobei alle drei Begrenzungen keine regulären Straßen geworden sind und auf der Fläche die Paul-Simmel-Grundschule und ein kirchlicher Seniorenwohnpark stehen. | Götzstraße |
| Gontermannstraße (Lage)                     | 0910                                                  | Heinrich Gontermann (1896–1917), Jagdflieger im Ersten Weltkrieg | 21. Apr. 1936                      | Die Straße im Fliegerviertel verläuft vom Loewenhardtdamm bis zum Werner-Voß-Damm. Sie hieß zwischen 1927 und 1935 Braunschweiger Ring und Württemberger Ring (nördlicher Teil). Der neuerbaute Teil der Straße bis zum Loewenhardtdamm wurde am 29. April 1957 benannt. Am 1. April 1963 wurde der Teil der Gontermannstraße, der südlich des Hansakorsos lag, in Hoeppnerstraße umbenannt. An der Gontermannstraße beginnt die 2012 eröffnete Hertha-Block-Promenade (Ost-West-Grünzug), die die Gartenstadt Neu-Tempelhof über den Alfred-Lion-Steg mit der Schöneberger Roten Insel verbindet. Die ruhige Wohnstraße hat eine gute Anbindung an die Innenstadt, an ihr liegt das St. Joseph Krankenhaus. Die Gontermannstraße ist ein Teil des Geschichtsparcours. Für das nördliche Gebiet liegt ein Bebauungsplan von 1949 vor. | Gontermannstraße                                                                                                   |
| Gottlieb-Dunkel-Straße (Lage)               | 1500                                                  | Gottlieb Dunkel (1839–1907), Bauerngutsbesitzer und Gemeindevorsteher in Tempelhof | 3. Mai 1906                        | Die Gottlieb-Dunkel-Straße ist die Verbindung zwischen Rixdorfer Straße in Mariendorf und Mariendorfer Weg in Britz. Zwischen Teilestraße und Ullsteinstraße durchquert sie das dortige Industriegebiet. Bevor der Autobahnring fortgeführt wurde, nahm sie den Anschlussverkehr auf. An der Kreuzung zur Ullsteinstraße und Gradestraße liegen der „Friedhof an der Gottlieb-Dunkel-Straße“ und der Neue St.-Michael-Friedhof, danach folgen bis zum Teltowkanal und der Mussehlbrücke Industrieanlagen. Nach dem Kanal gibt es beiderseits Brachflächen und Industrieruinen. Grünanlagen bedecken die unter einem Tunnel verborgene A 100 an der Ecke zur Holzmannstraße, zwischen dem Autobahntunnel und dem Mariendorfer Weg stehen Wohnhäuser. Für die Anschlussstelle Gradestraße (als A 102) wurde südöstlich der Gottlieb-Dunkel-Straße zum Güterbahnhof Teltowkanal hin der Bebauungsplan 17a im Jahre 1976 aufgestellt. Dabei blieb die Straße 59 erhalten und Straße 60 wurde überplant. | Gottlieb-Dunkel-Straße                                                                                             |
| Greveweg (Lage)                             | 0170                                                  | Edmund Greve (1846–1892), Mediziner und Gemeindevorsteher in Tempelhof | 4. Aug. 1930                       | Als Straße 14 angelegt, verläuft der Weg durch eine Wohnsiedlung zwischen Burgemeisterstraße und Totilastraße. | Greveweg |
| Haberechtstraße (Lage)                      | 0120                                                  | Haberecht, Tempelhofer Bauerngeschlecht | 13. Feb. 1957                      | Die um 1910 entstandene Straße hieß bis 1957 Weilburgstraße, sie erhielt 1957 einen neuen Namen, da es eine Weilburgstraße bereits im Ortsteil Lichtenrade gab. Die Straße führt zu einer kleinen Siedlung aus fünf dreigeschossigen Häusern, die um den Wendeplatz gruppiert sind. | Haberechtstraße |
| Hattenheimer Straße (Lage)                  | 0210                                                  | Hattenheim, Ortsteil von Eltville am Rhein im Rheingau-Taunus-Kreis in Hessen | um 1911                            | Die Hattenheimer Straße führt von der Gottlieb-Dunkel-Straße zum Tempelhofer Weg durch ein Industriegelände. | Hattenheimer Straße                                                                                                |
| Hessenring (Lage)                           | 0500                                                  | Großherzogtum Hessen, Bundesstaat des Deutschen Kaiserreichs | nach 1910                          | Die Straße im Fliegerviertel liegt zwischen Wintgensstraße und Boelckestraße. Die Trasse ist die für die Gartenstadt geplante südwestliche Führung am Parkring. Im Jahr 1958 wurde für den (heute) östlichen Abschnitt des Hessenrings ein Bebauungsplan auf der Fläche Rumeyplan, Boelckestraße, Hessenring, Werner-Voß-Damm aufgestellt um Flächen vorzuhalten, heute liegen hier Kitas, Jugendclub und die KGA Zähringer Korso. | Hessenring |
| Hertha-Block-Promenade (Lage)               | 0180 (im Ortsteil)                                    | Hertha Block, Widerstandskämpferin gegen das NS-Regime, sie war im nahegelegenen SA-Gefängnis Papestraße inhaftiert | 8. Nov. 2012                       | Die Hertha-Block-Promenade verbindet die Ortsteile Tempelhof und Schöneberg, sie gliedert sich in drei Abschnitte: von der Gontermannstraße zum Alfred-Lion-Steg über die Bahn-Trasse und von dort zur Schöneberger Insel bis zum Leuthener Platz. Sie ist mit 560 Meter Länge Teil des neu entstandenen Ost-West-Grünzugs, der am 8. November 2012 im Beisein des Senators für Stadtentwicklung und Umwelt, Michael Müller, und der Bezirksbürgermeisterin von Tempelhof-Schöneberg, Angelika Schöttler der Öffentlichkeit übergeben wurde. | Hertha-Block-Promenade                                                                                             |
| Höhndorfstraße (Lage)                       | 0200                                                  | Walter Hohndorf (1892–1917), Jagdflieger im Ersten Weltkrieg | 4. Aug. 1930                       | Die kurze Straße im Fliegerviertel zwischen Dudenstraße und Bayernring entstand als Straße 6 des Bebauungsplans. | Höhndorfstraße |
| Hoeppnerstraße (Lage)                       | 1080                                                  | Ernst von Hoeppner (1860–1922), General | 21. Apr. 1936                      | Die ruhige Wohnstraße teilt sich in zwei Abschnitte. Zwischen Tempelhofer Damm und Werner-Voß-Damm entstand sie als Straße 16 des Bebauungsplans und erhielt am 18. Februar 1927 den Namen Braunschweiger Ring. Sie ist die südlichste Straße im Fliegerviertel. Der Abschnitt zwischen Tempelhofer Damm und Werner-Voß-Damm erhielt den Namen Hoeppnerstraße. Am 1. April 1963 wurde der Werner-Voß-Damm südwestlich des Straßenzuges Gontermann-/Hoeppnerstraße sowie der Abschnitt der Gontermannstraße südlich des Hansakorsos ebenfalls in Hoeppnerstraße benannt. Im Abschnitt zwischen Tempelhofer Damm und Boelckestraße besteht die Bebauung auf der einen Straßenseite aus Mehrfamilienhäusern und auf der anderen Straßenseite aus Reihenhäusern. Im Abschnitt zwischen Boelckestraße und Werner-Voß-Damm hingegen besteht die Bebauung ausschließlich aus Mehrfamilienhäusern. | Hoeppnerstraße |
| Holzmannstraße (Lage)                       | 0420                                                  | Philipp Holzmann (1836–1904), Bauunternehmer | vor 1907                           | Die Straße verbindet Oberlandstraße und Gottlieb-Dunkel-Straße. Im Haus Nummer 7 befindet sich das Sonderpädagogische Förderzentrum Marianne-Cohn-Schule. Die außer an der Oberlandstraße ruhige Wohnstraße besteht überwiegend aus Mehrfamilienhäusern, die Anfang 1930 entstanden sind. Ein Grünzug schafft eine Fußgängerverbindung zur Nackenheimer und Eschersheimer Straße. Am südlichen Ende steht die Kirche der serbisch-orthodoxen Gemeinde mit einer Kindertagesstätte. 1964 wurde ein Bebauungsplan zwischen Holzmann- und Schwanheimer Straße südlich der Rohrbeckstraße aufgestellt, wodurch der Hilzmannplatz als unbenannter Weg verblieb. | Holzmannstraße |
| Industriestraße (Lage)                      | 0680                                                  | Die Straße führt durch das Industriegebiet am Teltowkanal | um 1910                            | Die Industriestraße liegt zwischen Schätzelbergstraße und Gottlieb-Dunkel-Straße in einem Industriegebiet, traditionell mit Stahlhandelsbetrieben (ArcelorMittal, ehemals Ravené). Die Straße liegt im sogenannten „Stahldreieck“ (Industriestraße, Bergholzstraße, Teilestraße), in dem sich nach Bau des Teltowkanals viele Stahlbauunternehmen angesiedelt hatten. Für die Anschlussstelle Gradestraße (als A 102) wurde südöstlich der Gottlieb-Dunkel-Straße zum Güterbahnhof Teltowkanal hin der Bebauungsplan 17a im Jahr 1976 aufgestellt. Dabei blieb der östliche Abschnitt als Straße 59 (führt heute zur Agentur für Arbeit Tempelhof-Schöneberg) erhalten und Straße 60 wurde überplant. | Industriestraße |
| Ingostraße (Lage)                           | 0120                                                  | Ingo, nordgermanischer Gott | 15. Dez. 1930                      | Die kurze Stichstraße geht von der Attilastraße ab und entstand als Straße 36. Die ruhige Wohnstraßeendet für Autos an der Kleingartenanlage Marienhöhe endet, Fußgänger kommen weiter bis zum Wanderweg am Teltowkanal. | Ingostraße |
| Kaiserin-Augusta-Straße (Lage)              | 1160                                                  | Augusta von Sachsen-Weimar-Eisenach (1811–1890), deutsche Kaiserin | 6. Dez. 1874                       | Die Straße verläuft von der Wenckebachstraße (Metzplatz) bis zur Alboinstraße. Zwischen Kaiserin-Augusta-Straße und Friedrich-Wilhelm-Straße liegt westlich des Tempelhofer Damms der ehemalige Betriebshof Tempelhof von Jean Krämer. Der Vorhof wurde 1972 mit Gebäuden der Post, die Telekommunikationsanlagen beherbergen, bebaut, sodass das Bauwerk von der Straße nicht mehr einsichtbar ist. Das Askanische Gymnasium liegt an der Ecke Friedrich-Franz-Straße. | Kaiserin-Augusta-Straße                                                                                            |
| Kaiserkorso (Lage)                          | 0420                                                  | Wilhelm II., Deutscher Kaiser | nach 1913                          | Die Straße im Fliegerviertel verlief bei ihrer Benennung zwischen dem nördlichen und südlichen Teil des Hohenzollernkorsos (jetzt: Manfred-von-Richthofen-Straße), heute nur noch bis Wolffring. Der südliche Teil zwischen Hohenzollernkorso und Deutscher Ring (heute: Wolffring) wurde am 21. April 1936 in Kleineweg umbenannt. | Kaiserkorso |
| Kanzlerweg (Lage)                           | 0270                                                  | Reichskanzler, Staatsamt im Deutschen Kaiserreich | nach 1910                          | Der Kanzlerweg ist eine ruhige Wohnstraße mit der für das Fliegerviertel typischen Reihenhausbebauung aus den 1920er Jahren liegt nördlich und südlich der Paradestraße im Fliegerviertel, beide Äste enden als Sackgasse in einem Wendehammer. | Kanzlerweg |
| Kleineweg (Lage)                            | 0790                                                  | Rudolf Kleine (1886–1917), Jagdflieger im Ersten Weltkrieg | 21. Apr. 1936                      | Die Straße im Fliegerviertel führt als Fortsetzung des Kaiserkorsos zum Südende der Manfred-von-Richthofen-Straße. Der Abschnitt des Kaiserkorsos zwischen Hohenzollernkorso (jetzt: Manfred-von-Richthofen-Straße) und Deutschem Ring (jetzt: Wolffring) wurde 1936 in Kleineweg umbenannt. Die ruhige Wohnstraße hat die für das Fliegerviertel typische Reihenhausbebauung aus den 1920er Jahren. | Kleineweg |
| Komturstraße (Lage)                         | 0660                                                  | Komtur, hohes Amt in einem geistlichen Ritterorden | um 1911                            | Die Komturstraße führte ursprünglich von der Ordensmeisterstraße bis zur Burggrafenstraße (heute: Ullsteinstraße). Der nördliche Teil ab Germaniastraße wurde erst später gebaut, hier stehen heute einige Wohnhäuser an der Straße und mehrere Kleingartenanlagen. Zwischen Ordensmeisterstraße und dem Teltowkanal gibt es eine Industriebebauung mit einigen maroden Gebäuden. Der Teil südlich des Teltowkanals wurde am 8. März 1935 in Schätzelbergstraße umbenannt. | Komturstraße |
| Konradinstraße (Lage)                       | 0520                                                  | Konradin (1252–1268), Herzog von Schwaben und König von Sizilien | um 1910                            | Die Straße liegt zwischen Friedrich-Karl-Straße und Wolframstraße am Alarichplatz, an dem die Paul-Klee-Grundschule liegt. Es ist eine ruhige innerstädtische Wohnstraße mit Wohnblocks aus der ersten Hälfte des 20. Jahrhunderts. | Konradinstraße |
| Kunigundenstraße (Lage)                     | 0060                                                  | Kunigunde von Luxemburg (980–1033), deutsche Königin und römische Kaiserin | um 1912                            | Die kurze Straße liegt zwischen Viktoriastraße und Konradinstraße. Im Adressbuch 1913 ist die Straße zwischen Werder-, Konradin- und Wolframstraße angegeben.Kunigundenstraße. In: Berliner Adreßbuch, 1913. „← Werderstraße → / Nr. 1 (Mehrparteienhaus) s. a. Werderstraße 14, Nr. 2 Baustelle / ← Konradinstr. → / 3, 4 Baustellen, 5 Vierparteienhaus / ← Wolframstr. →“. | Kunigundenstraße                                                                                                   |
| Kurt-Pfennig-Platz (Lage)                   | 0030 × 20 (Dreieckform)                               | Kurt Pfennig (1936–2000), Unternehmer | 16. Juni 2005                      | Der dreieckige Platz liegt zwischen Borussiastraße und Ringbahnstraße gegenüber dem Kurt-Pfennig-Haus in der Ringbahnstraße, an dem sich bis zur Schließung im Jahr 2000 das Werk zur Herstellung von Salaten und Feinkost befand. Die Benennung erfolgte zum fünften Todestag des Unternehmers. Das Windspiel auf dem Platz stand früher vor dem Café Möhring, das zum Unternehmen gehörte, an der Uhlandstraße Ecke Kurfürstendamm. | Kurt-Pfennig-Platz                                                                                                 |
| Leonhardyweg (Lage)                         | 0600                                                  | Leo Leonhardy (1880–1928), Fliegermajor im Ersten Weltkrieg | 21. Apr. 1936                      | Die ruhige Wohnstraße mit der für das Fliegerviertel typischen Reihenhausbebauung aus den 1920er Jahren liegt als Fortsetzung des Schulenburgrings zwischen Wolffring und Thuyring. Dieser Teil des Schulenburgrings wurde 1936 in Leonhardyweg umbenannt. | Leonhardyweg |
| Loewenhardtdamm (Lage)                      | 0820                                                  | Erich Loewenhardt (1897–1918), Jagdflieger im Ersten Weltkrieg | 21. Apr. 1936                      | Die Straße im Fliegerviertel hieß seit 1914 bis 1936 in der projektierten Gartenstadt Wettinerkorso. Der Loewenhardtdamm liegt zwischen Duden- und Manfred-von-Richthofen-Straße und führt über die Boelckestraße hinweg ins Zentrum des Fliegerviertels am Adolf-Scheidt-Platz. Die Fahrbahnen sind durch einen Mittelstreifen getrennt. In den Nummern 48–54 befindet sich die katholische St. Judas Thaddäus-Kirche. Die ruhige Wohnstraße hat eine gute Anbindung an die Innenstadt und es liegen Kleingartenanlagen (KGA Steingrube, KGA Papestraße) und der Parkring an der Ecke Wolffring/Schreiberring. An der westlichen Ecke zur General-Pape-Straße befindet sich der Schwerbelastungskörper, der einer der Stationen des Geschichtsparcours ist. | Loewenhardtdamm |
| Lorenzweg (Lage)                            | 0080                                                  | Carl Lorenz (1844–1889), Techniker und Unternehmer | 22. Juli 1916                      | Die kurze Straße ist die Zufahrt von der Ordensmeisterstraße zum Werksgelände der ehemaligen Standard Elektrik Lorenz. Das Hauptgebäude der C. Lorenz AG wurde von 1916 bis 1918 errichtet. Das Fabrikgebäude wurde 1989 verkauft und 1990–1991 in einen Gewerbehof umgewandelt. Von 1910 bis 1916 hieß sie Ratzenberger Straße. | Lorenzweg |
| Luise-Henriette-Straße (Lage)               | 0090                                                  | Luise Henriette von Oranien (1627–1667), Kurfürstin von Brandenburg | vor 1899                           | Die kurze Straße führt vom Tempelhofer Damm bis zur Reinhardtstraße. Im Adressbuch 1913Luise-Henriette-Straße. In: Berliner Adreßbuch, 1913. „← Berliner Str. → / 1/2 Mehrparteienhaus / ← Reinhardtstr. → / ← Reinhardtplatz → / Kirche / 3, 4, 5 / ← Berliner Str. →“. | Luise-Henriette-Straße                                                                                             |
| Manfred-von-Richthofen-Straße (Lage)        | 0960                                                  | Manfred von Richthofen (1892–1918), Jagdflieger im Ersten Weltkrieg | 21. Apr. 1936                      | Die Manfred-von-Richthofen-Straße verläuft bogenförmig vom Platz der Luftbrücke bis zum Tempelhofer Damm am Bahnhof Tempelhof. Sie ist neben der Boelckestraße die zweite Nord-Süd-Verbindung im Fliegerviertel und größtenteils zweibahnig mit Mittelstreifen ausgeführt. Nach 1913 bis zum Jahr 1936 hieß sie Hohenzollernkorso. Für das Gebiet zwischen Bayern- und Badener Ring besteht ein Bebauungsplan von 1956. | Manfred-von-Richthofen-Straße Eingang · Manfred-von-Richthofen-Straße · Manfred-von-Richthofen-Straße              |
| Manteuffelstraße (Lage)                     | 1640                                                  | Edwin von Manteuffel (1809–1885), preußischer Generalfeldmarschall und Politiker | vor 1878                           | Die Manteuffelstraße ist eine verkehrsreiche innerstädtische Wohnstraße mit zwei Fahrspuren in jeder Richtung und einer Mittelinsel und wichtige Nord-Süd-Verbindung als Verlängerung der Boelckestraße zum Attilaplatz. Es gibt eine gemischte Bebauung mit Altbauten, Neu- und Nachkriegsbauten, wobei Mehrfamilienhäuser aus den 1920er Jahren vorherrschend sind. Zwischen Albrechtstraße und Bosestraße liegt die 1928 errichtete Wohnanlage von Walter Hämer. | Manteuffelstraße                                                                                                   |
| Mariendorfer Damm (Lage)                    | 0110 (im Ortsteil)                                    | Mariendorf, Ortsteil von Berlin und bis 1920 selbstständige Landgemeinde | 31. Aug. 1949                      | Der Mariendorfer Damm führt als Verlängerung des Tempelhofer Damms zum Lichtenrader Damm. Er ist Teil der Bundesstraße 96, der größte Teil der Straße verläuft in Mariendorf. Von vor 1901 bis 1949 hieß er Chausseestraße. Zum Ortsteil gehört mit dem Ullsteinhaus (Mariendorfer Damm 1–3) lediglich der Teil zwischen Stubenrauchbrücke über den Teltowkanal bis zur Ullsteinstraße. | Mariendorfer Damm                                                                                                  |
| Marienhöher Weg (Lage)                      | 0820                                                  | Marienhöhe, Hügel um den die Straße verläuft | 8. Aug. 1935                       | Die von der Attilastraße abgehende Straße führt um die Marienhöhe herum und endet als Sackgasse. Zwischen Gerdsmeyerweg und Marienhöher Weg gibt es einen Fuß-/Radweg. Er entstand durch Zusammenlegung der Straßen 1 und 2. Es ist eine ruhige Wohnstraße mit Kopfsteinpflaster, die Siedlung wurde in den späten 1930er Jahren errichtet und besteht überwiegend aus Doppelhaushälften mit großen Gärten. Der nördliche Straßenzweig endet für Autos als Sackgasse an der Marienhöhe für Fußgänger führt ein Weg durch den Park zum Gerdsmeyerweg mit einem großen Spielplatz. Eine Fußgängerverbindung mit Treppen führt zur Attilastraße und zur Bergspitze der Bergterrasse Marienhöhe mit einem Biergarten. Der Bebauungsplan XIII-1 aus dem Jahre 1953 beschreibt den Weg und seine Anbindung an Attila- und Alboinstraße. | Marienhöher Weg |
| Mehringdamm (Lage)                          | 0090 (im Ortsteil)                                    | Franz Mehring (1846–1919), marxistischer Publizist | 31. Juli 1947                      | Der Mehringdamm ist Teil der Bundesstraße 96, und geht am Platz der Luftbrücke in den Tempelhofer Damm über. Der größte Teil der Straße liegt in Kreuzberg, nur die Hausnummer 129, ein Teil des Flughafengebäudes zwischen Schwiebusser Straße und Platz der Luftbrücke, liegt in Tempelhof. Vorherige Namen waren Belle-Alliance-Straße (1864–1946) und Franz-Mehring-Straße (1946–1947). | Mehringdamm |
| Metzplatz (Lage)                            | 0070 (Durchmesser)                                    | Metz, Hauptstadt des Départements Moselle in Frankreich, lag zum Zeitpunkt der Benennung im Reichsland Elsaß-Lothringen und damit im Deutschen Reich. | um 1905                            | Der Metzplatz liegt an Wenckebachstraße und Kaiserin-Augusta-Straße am Wenckebach-Krankenhaus, dem ehemaligen Garnison-Lazarett. Der Metzplatz ist vor dem November 1905 benannt worden. Im Adressbuch von 1904 ist er noch nicht ausgewiesen. Der Platz wurde zum Zeitpunkt seiner Benennung Metz-Platz geschrieben. | Metzplatz |
| Mohnickesteig (Lage)                        | 0210                                                  | Eberhard Mohnicke (1898–1930), Jagdflieger im Ersten Weltkrieg | 21. Aug. 1931                      | Die Straße im Fliegerviertel liegt zwischen Hessenring und Hoeppnerstraße. Der vorherige Name war Straße 27. | Mohnickesteig |
| Mussehlstraße (Lage)                        | 0380                                                  | Friedrich Mussehl (1855–1912), erster hauptamtlicher Gemeindevorsteher von Tempelhof | nach 1910                          | Die Straße im Fliegerviertel führt von der Dudenstraße bis zum Wolffring. Der Teil vom Bayernring über Badener Ring zum Wolffring ist lediglich ein Fußweg. Für das Gebiet zwischen Bayern- und Badener Ring besteht ein Bebauungsplan von 1956. | Mussehlstraße |
| Nackenheimer Weg (Lage)                     | 0350                                                  | Nackenheim, Gemeinde und Weinbauort im Landkreis Mainz-Bingen in Rheinland-Pfalz | 20. Juli 1938                      | Die Wohnstraße zwischen Oberlandstraße und Gottlieb-Dunkel-Straße entstand als Straße 50 des Bebauungsplans. Auf der Karte von 1926 ist an ihrer Stelle die Felixstraße verzeichnet, ebenso auf dem Pharus-Plan von 1921. Im Adressbuch von 1926 ist an der Gottlieb-Dunkel-Straße eine Felixstraße als „unbebaut“ verzeichnet. | Nackenheimer Weg                                                                                                   |
| Neue Straße (Lage)                          | 0280                                                  | beim Ausbau des Tempelhofer Dorfkerns entstandene neue Straße | vor 1882                           | Die Neue Straße verbindet die Ringbahnstraße mit Alt-Tempelhof. Die Tempelhofer Baugesellschaft begann 1873 mit dem Ausbau des alten Tempelhofer Dorfkerns. So entstand auch die Neue Straße. Ursprünglich für die Verwaltungsbeamten des Garde-Train-Bataillons gebaut, wurden die Häuser an Handwerker verkauft. Viele von ihnen sind gelistete Baudenkmale. | Neue Straße |
| Oberlandgarten (Lage)                       | 0140                                                  | Oberland, Flurname in der Tempelhofer Feldmark | um 1930                            | Die Straße entstand beim Bau der Bärensiedlung um 1930 gemeinsam mit der Straße Germaniagarten. An der Einmündung zur Oberlandstraße erinnert ein Gedenkstein an die 2005 hier ermordete Hatun Sürücü. | Oberlandgarten |
| Oberlandstraße (Lage)                       | 1420                                                  | Oberland, Flurname in der Tempelhofer Feldmark | um 1909                            | Die Oberlandstraße führt als Verlängerung der Silbersteinstraße zur Germaniastraße, sie ist überwiegend industriell geprägt und entsprechend verkehrsbelastet. Hier liegen diverse Industriebetriebe (Gilette, Bahlsen) sowie die Filmstudios der Berliner Union-Film auf dem ehemaligen UFA-Gelände, heute für das ZDF. Am südöstlichen End gibt es Wohnbebauung mit der denkmalgeschützte Bärensiedlung mit dem Germaniagarten und dem Oberlandgarten. | Oberlandstraße · UFA-Studio Oberlandstraße                                                                         |
| Ordensmeisterstraße (Lage)                  | 1140                                                  | Ordensmeister, Amt innerhalb eines Ordens | um 1910                            | Die Straße führt als Verlängerung der Friedrich-Karl-Straße vom Tempelhofer Damm zur Teilestraße. Um 1908 in unbebautem Gebiet geplant und zunächst gleichfalls Friedrich-Karl-Straße genannt, erscheint sie mit den ersten Häusern 1911 unter dem heutigen Namen erstmals im Berliner Adressbuch. Südlich der verkehrsreichen innerstädtischen Wohn- und Geschäftsstraße liegt der parallel zur Straße verlaufende Teltowkanal. Zwischen Straße und Kanal haben sich zahlreiche Industriebetriebe angesiedelt. Auf der Nordseite stehen neben einem großen Wohnblock noch einige Altbauten, gefolgt vom Wenckebach-Krankenhaus (Vivantes Wenckebach-Klinikum) und anschließender Wohnbebauung sowie weiterer Industrie. Am südwestlichen Ende, Ecke Tempelhofer Damm, liegt der 1908 eröffnete Hafen Tempelhof, in dessen Fläche wurde nach einem Bebauungsplan von 2008 ein Einkaufszentrum integriert. Die Straße ist ein Teilstück des Teltowkanalwegs, einem der 20 grünen Hauptwege Berlins, der hier jedoch durch Gewerbefläche vom Kanalufer getrennt ist. | Ordensmeisterstraße                                                                                                |
| Ottokarstraße (Lage)                        | 0190                                                  | Ottokar II. Přemysl, König von Böhmen und Herzog von Österreich | um 1910                            | Die Ottokarstraße führt als Verlängerung der Friedrich-Franz-Straße von der Friedrich-Karl-Straße bis zur Alarichstraße. | Ottokarstraße |
| Paradestraße (Lage)                         | 0440                                                  | nach den Militärparaden, die auf dem angrenzenden Tempelhofer Feld abgehalten wurden | um 1913                            | Die ruhige Wohnstraße ist die zentrale Ost-West-Verbindung im Fliegerviertel mit der typischen Reihenhausbebauung aus den 1920er Jahren liegt zwischen Tempelhofer Damm und Adolf-Scheidt-Platz. An der Kreuzung Paradestraße Ecke Tempelhofer Damm stand eine Kaisereiche, an der nach 1871 Paraden abgenommen wurden. | Paradestraße |
| Parkstraße (Lage)                           | 0340                                                  | nach den umliegenden Parks | 18. Dez. 1903                      | Die ruhige Wohnstraße hat eine gute Altbausubstanz mit Blick über den Park am Klarensee. Die Parkstraße liegt als Verlängerung der Bosestraße zwischen Blumenthalstraße und Schönburgstraße und ist nach den angrenzenden Parkanlagen (Lehnepark, ehemaliger Kleiner Park und Alter Park) benannt worden. Der Name vor 1903 war Grundpfuhlweg. Hier befindet sich die Dorfkirche Tempelhof aus dem zweiten Drittel des 13. Jahrhunderts. Die Straße wird im Bereich der Alten Tempelhofer Dorfkirche als Fahrstraße unterbrochen, hier verläuft die Parkstraße als Fuß- und Radweg. Vom Tempelhofer Damm aus gibt es nur eine kleine Zufahrt zur Parkstraße, dann endet sie für Autos als Sackgasse. | Parkstraße |
| Paul-Schmidt-Straße (Lage)                  | 0500                                                  | Paul Schmidt (1889–1959), Architekt und Kommunalpolitiker in Tempelhof | 1. Aug. 1965                       | Die Straße verläuft im Bogen von der Arnulfstraße zur Atillastraße. Sie entstand durch Zusammenlegung der Straße 418 und dem südlichen Teil der Alboinstraße. Eine enge ruhige innerstädtische Wohnstraße mit Wohnblöcken aus den 1920er und 1960er Jahren. Im Block zwischen Tankred-/Attila-/ Paul-Schmidt-Straße gibt es einen großen Innenhof mit Mietergärten, die Häuser sind zum Teil denkmalgeschützt. An der Straße liegt die KGA ‚Eschenallee‘ durch die ein Gartenlehrpfad auf die Marienhöhe hinauf führt. Die Flächennutzung des Gerdsmeyerwegs (damals: Marienhöher Weg) und die anschließende Fläche nordöstlich der Marienhöhe ist im Bebauungsplan 32 bestimmt, zum Anschluss an die Arnulfstraße wurde Straße 418 (heute: Paul-Schmidt-Straße) trassiert. | Paul-Schmidt-Straße                                                                                                |
| Peter-Strasser-Weg (Lage)                   | 0270                                                  | Peter Strasser (1876–1918), Luftschiffsoldat im Ersten Weltkrieg | 21. Apr. 1936                      | Der Teil des Preußenrings zwischen Tempelhofer Damm und Bundesring erhielt den Namen Peter-Strasser-Weg. Die ruhige Wohnstraße liegt im Fliegerviertel mit der typischen Reihenhausbebauung aus den 1920er Jahren. | Peter-Strasser-Weg                                                                                                 |
| Platz der Luftbrücke (Lage)                 | 0150 × 80 (halbkreisförmig)                           | nach der Berliner Luftbrücke, die zur Überwindung der Berlin-Blockade 1948/1949 geschaffene Luftverbindung zur Versorgung der West-Berliner Bevölkerung | 25. Juni 1949                      | Auf den Platz münden Tempelhofer Damm, Columbiadamm, Mehringdamm und Dudenstraße. Er entstand beim Bau der Flughafengebäude 1938/1939, wobei aber die Planungen von Ernst Sagebiel, die einen repräsentativ gestalteten runden Vorplatz vorsahen, nicht ausgeführt wurden. Stattdessen entstand ein halbkreisförmiger Rasenplatz zwischen Tempelhofer Damm und Flughafengebäude. Von Februar 1949 bis zur Einweihung des Luftbrückendenkmals am 10. Juli 1951 erfolgte eine schlichte Neugestaltung des Platzes. Eine weitere Umgestaltung erfolgte 1957/1958, nachdem der Columbiadamm eine neue Straßenführung erhalten hatte und nach Umbauten an den U-Bahn-Ausgängen ein Jahr zuvor. Auf dem Platz befindet sich das 1951 von Eduard Ludwig gestaltete Luftbrückendenkmal. Der begrünte Platz vor dem ehemaligen Zentralflughafen Tempelhof an der stark befahrenen Kreuzung Columbia-/Mehring-/Tempelhofer Damm/Dudenstraße dämpft mit Büschen und Bäumen den Verkehrslärm. An der Straße wurden Bäume gepflanzt um den Opfern der Luftbrücke zu gedenken. Bodenplatten mit folgendem Text weisen auf das Ereignis hin. „Dieser Baum wurde gepflanzt zur Erinnerung an die Opfer, die während der Berliner Luftbrücke 1948–1949 ums Leben gekommen sind. Stiftung Luftbrückendank“. Einige dieser gepflanzten Bäume sind verfallen.                                                                                                   | Luftbrückendenkmal mit ehemaligem Abfertigungsgebäude des Flughafens Tempelhof · Platz der Luftbrücke 1954         |
| Podewilsstraße (Lage)                       | 0140                                                  | Friedrich Heinrich von Podewils (1746–1804), Grundbesitzer in Tempelhof und Oberhofmarschall | 4. Aug. 1930                       | Am 4. August 1930 erhielt die zwischen Manteuffelstraße und Gäßnerweg liegende Straße 4 den Namen Podewilsstraße. Die Podewilsstraße war lange Zeit eine geplante Straße im Gebiet nordöstlich des heutigen Wenckebach-Krankenhauses. Noch 1925 ist sie im Berliner Adressbuch als unbebaut ausgewiesen. Im Adressbuch von 1919 ist dieses Gebiet für eine Artilleriekaserne vorgesehen. | Podewilsstraße |
| Reinhardtplatz (Lage)                       | 0080 × 40                                             | Carl Franz von Reinhardt, im 18. Jahrhundert Besitzer des Ritterguts Tempelhof | vor 1902                           | Der heute als Parkplatz genutzte Platz liegt zwischen Reinhardstraße und Luise-Henriette-Straße. Er wird erstmals im Berliner Adressbuch von 1904 erwähnt. | Reinhardtplatz |
| Reinhardtstraße (Lage)                      | 0070 + 50 (Unterbrechung durch den Reinhardtplatz)    | Carl Franz von Reinhardt, im 18. Jahrhundert Besitzer des Ritterguts Tempelhof | um 1899                            | Die Straße führt von der Parkstraße bis nach Alt-Tempelhof. | Reinhardtstraße |
| Renate-Privatstraße (Lage)                  | 0120                                                  | Renate Nather, Haus- und Grundbesitzerin in Tempelhof | 1930                               | Die gewidmete Straße führt von der Burgemeisterstraße bis zur Friedrich-Karl-Straße. Eine ruhige innerstädtische Wohnstraße, die mit Wohnblöcken aus den 1920er Jahren bebaut ist. | Renate-Privatstraße                                                                                                |
| Richnowstraße (Lage)                        | 0110                                                  | Gottlieb Richnow (1840–1908), Grundbesitzer in Tempelhof | um 1909                            | Die Straße liegt zwischen Schönburgstraße und Stolbergstraße. Sie wird erstmals im Berliner Adressbuch von 1909 vermerkt. | Richnowstraße |
| Ringbahnstraße (Lage)                       | 1530                                                  | nach der hier parallel verlaufenden Berliner Ringbahn | nach 1889                          | Die Straße verläuft von der Germaniastraße bis zur Schöneberger Straße. In den Jahren 1902 und 1905 wurde ihre Trasse bis zum Rangierwerk Bahnhof Tempelhof verlängert. Die nun entstandene Straße wurde Verlängerte Ringbahnstraße genannt und zwischen 1929 und 1932 in die Ringbahnstraße einbezogen. Am Westende ist der Speicher des Garde-Train-Bataillons und das Dienstgebäude des Reichspostzentralamts als Baudenkmal erhalten geblieben. Während an der Südseite der Straße ausschließlich Mietshäuser aufgereiht sind, wechseln sich an der Nordseite Gewerbe- und Verwaltungsbauten ab. Auf dem Grundstück 88–124 befindet sich die Hauptwerkstatt der Berliner Stadtreinigung. Weitere Baudenkmale sind in der Ringbahnstraße 10-14 die Reichsmonopolverwaltung für Branntwein, in der Ringbahnstraße 16–20 die Zaunfabrik von Lerm & Ludewig, der einzige Gewerbehof in Tempelhof. Auf der südlichen Straßenseite der stark befahrenen Straße stehen überwiegend mehrstöckige Wohnhäuser, während auf der Nordseite Industrieansiedlungen liegen. | Ringbahnstraße · Speicher des Garde-Train-Bataillons · Ehemalige Zaunfabrik Lerm & Ludewig                         |
| Ringstraße (Lage)                           | 0300 (im Ortsteil)                                    | nach dem bogenförmigen Straßenverlauf | um 1905                            | Der südliche Teil der Straße verläuft in Mariendorf. Sie wird erstmals im Berliner Adressbuch von 1905 erwähnt. Der vorherige Name war von vor 1900 bis 1904 Ringchaussee. | Ringstraße |
| Röblingstraße (Lage)                        | 0790 (im Ortsteil)                                    | John Augustus Roebling (1806–1869), Ingenieur und Brückenbauer | 12. Juni 1913                      | Die Straße verläuft von der Eythstraße zur Attilastraße. Der nördliche Teil liegt in Schöneberg. Der vorherige Name war Straße 58. Ihr Verlauf folgte einem Abschnitt des früheren Schwarzen Wegs. Am 12. Juni 1913 erfolgte in Schöneberg die Benennung des Straßenabschnitts nördlich der heutigen Arnulfstraße in Röblingstraße, am 8. August 1935 wurde ein südlich der Arnulfstraße verlaufender Abschnitt der Schöneberger Straße in Tempelhof in Röblingstraße umbenannt. | Röblingstraße |
| Rohdestraße (Lage)                          | 0230                                                  | Rohde, Name einer Lehnschulzenfamilie in Tempelhof | um 1910                            | Die Rohdestraße führt von der Germaniastraße zur Teilestraße. Die Familien Rohde und Teile waren wahrscheinlich die einzigen Überlebenden des Dreißigjährigen Krieges in Tempelhof. | Rohdestraße |
| Rohrbeckstraße (Lage)                       | 0140                                                  | Rohrbeck, Name einer Bauernfamilie im Tempelhof | um 1910                            | Die Straße verbindet die Bacharacher Straße mit der Holzmannstraße. Die ruhige innerstädtische Wohnstraße ist nur auf der Südseite der Straße mit Doppelhäusern bebaut. Auf der Nordseite liegt eine verwilderte Parkanlage und ein Spielplatz. An der Ecke zur Holzmannstraße steht die Kirche der serbisch-orthodoxen Gemeinde und eine Kindertagesstätte. | Rohrbeckstraße |
| Rothariweg (Lage)                           | 0280                                                  | Rothari, König der Langobarden, (um 606–652) | 23. Nov. 1931                      | Die Straße liegt zwischen Bosestraße und Kaiserin-Augusta-Straße. Bei der Anlage Straße 12b. Am 27. April 1936 wurde der westliche Abschnitt der Albrechtstraße, der durch umfangreiche Baumaßnahmen abgetrennt worden war, in den Rothariweg einbezogen. 1961 wurde der Bebauungsplan 63 für die Wohnbaufläche südlich der Bosestraße, einschließlich Gäßner- und Rothariweg bis nördlich der (schon vorhandenen) Grundstücke der Kaiserin-Augusta-Straße festgelegt, mit dem die Wittekindstraße nach Norden verlängert wurde. | Rothariweg |
| Rumeyplan (Lage)                            | 0290                                                  | Fritz Rumey (1891–1918), Jagdflieger im Ersten Weltkrieg | 21. Apr. 1936                      | Die Straße im Fliegerviertel mit der typischen Reihenhausbebauung aus den 1920er Jahren erhielt ihren Namen durch Umbenennung des Preußenrings zwischen Bundesring und Zähringerkorso. Sie verläuft vom Bundesring bis zum Werner-Voß-Damm. Der Rumeyplan ist mit seinem Mittelstreifen Teil des Parkrings. Hier befindet sich neben verschiedenen Grünflächen eine Bunkeranlage aus dem Zweiten Weltkrieg. Im Jahr 1958 wurde für den (heute) östlichen Abschnitt des Hessenrings ein Bebauungsplan auf der Fläche Rumeyplan, Boelckestraße, Hessenring, Werner-Voß-Damm aufgestellt um Flächen vorzuhalten, heute liegen hier Kitas, Jugendclub und die KGA Zähringer Korso. | Rumeyplan |
| Saalburgstraße (Lage)                       | 0560                                                  | Kastell Saalburg in der Nähe von Frankfurt am Main | um 1910                            | Die Straße im Industriegebiet südlich des Teltowkanals führt von der Gottlieb-Dunkel-Straße zur Cafeastraße in Neukölln, wo sich zusätzlich eine Wendefläche befindet. An der Straße liegen Industrieansiedlungen und die Gleisanlagen der Neukölln-Mittenwalder Eisenbahn, die hier den ‚Güterbahnhof Teltowkanal‘ betrieb, an dem sich bis 2011 die Müllumladestation für das BSR-Müllwerk Gradestraße befand. | Saalburgstraße |
| Sachsenhauser Straße (Lage)                 | 0320                                                  | Sachsenhausen, Stadtteil von Frankfurt am Main | 23. Jan. 1931                      | Die Straße verbindet die Germaniastraße mit der Teilestraße. Auf der westlichen Seite liegt die Kolonie Südring, während die Ostseite ein Gewerbegebiet ist. Die Trasse, als Straße 38 angelegt, ist bereits im Adressbuch von 1911 abgebildet. Sie wurde 1931 als Sachsenhausener Straße benannt, aber bereits am 15. Februar 1931 wurde der Name in Sachsenhauser Straße korrigiert. | Sachsenhauser Straße                                                                                               |
| Schätzelbergstraße (Lage)                   | 0480                                                  | Schätzelberge, Flurname einer Bodenerhebung in Tempelhof | 8. März 1935                       | Die Straße im Industriegebiet am Teltowkanal führt als Verlängerung der Komturstraße bis zur Ullsteinstraße. In der Schätzelbergstraße befindet sich mit der „Berliner Tierbestattung Tempelhof“ einer der Berliner Tierfriedhöfe. | Schätzelbergstraße                                                                                                 |
| Schaffhausener Straße (Lage)                | 0530                                                  | Schaffhausen, Hauptstadt des gleichnamigen Kantons in der Schweiz | um 1911                            | Die Straße zwischen Oberlandstraße und Schwanheimer Straße verläuft zunächst südlich parallel zur Bärensiedlung. Danach neben der Stadtautobahn A 100 entlang und endet in einer Grünanlage, die beim Überbau der Autobahn entstand. Auf halber Höhe der Straße beginnt der Autobahntunnel Ortskern Britz, wodurch für die Anwohner Lärmbelastung entsteht. Der durch den Stadtautobahnbau abgetrennte Abschnitt der Germaniastraße wurde im Juli 1982 in die Schaffhausener Straße einbezogen. Eine auf der Trasse der Neukölln-Mittenwalder Bahn entlang der Schaffhausener Straße geplante Osttangente im Range einer Bundesautobahn wurde nicht umgesetzt. | Schaffhausener Straße · Bärensiedlung                                                                              |
| Schönburgstraße (Lage)                      | 0300                                                  | Otto von Schönburg-Hartenstein (1791–1846), im 19. Jahrhundert Besitzer des Ritterguts Tempelhof | nach 1893                          | Die ruhige Straße am Lehnepark liegt zwischen Alt-Tempelhof und Parkstraße und hat eine gut erhaltene Altbausubstanz. Sie grenzt zum Teil an den Lehnepark, wodurch von einigen Wohnungen der Blick über den Park mit dem Wilhelmsteich besteht. Der Lehnepark ist Teil eines Grünzuges der aus dem Bosepark, dem Lehnepark, dem Alten Park und dem Franckepark besteht. | Schönburgstraße |
| Schöneberger Straße (Lage)                  | 0660                                                  | Schöneberg, Ortsteil von Berlin, bis 1920 selbstständige Stadt | nach 1902                          | Die zentral gelegene innerstädtische Geschäfts- und Wohnstraße mit hohem Verkehrsaufkommen ist die Verbindung zwischen Alt-Tempelhof am Berlinickeplatz und Sachsendamm. Sie entstand als ehemalige Landstraße zwischen den Orten Schöneberg und Tempelhof. Der Name vor 1882 bis nach 1902 war Schöneberger Weg und wurde zwischen 1902 und 1904 zur Straße erhoben. An der Ringbahnstraße 126–134 Ecke Schöneberger Straße 11–15 fanden die Versuche für die erste Fernsehanlage statt, die auf der Funkausstellung von 1936 gezeigt wurde. | Schöneberger Straße                                                                                                |
| Schreiberring (Lage)                        | 0400                                                  | Wilhelm Paul Schreiber (1893–1918), Jagdflieger im Ersten Weltkrieg | 21. Apr. 1936                      | Die Straße im Fliegerviertel erhielt ihren Namen durch Umbenennung des Teils des Deutschen Rings zwischen Wettinerkorso (jetzt: Loewenhardtdamm) und Bundesring. Er ist Teil des Parkrings Neu-Tempelhof. Die ruhige, aber zentrale Wohnstraße ist nur auf der Südseite mit Einfamilienhäusern, Reihenhäusern und Stadtvillen bebaut. Die Nordseite grenzt an den Parkring. Zwischen Schreiberring es Wolffring gibt es mitten im Grünzug eine Bunkeranlage aus dem Zweiten Weltkrieg, die von einem Tempelhofer Schützenverein als Trainingsstätte genutzt wird. | Schreiberring |
| Schulenburgring (Lage)                      | 0460                                                  | Rudolf von der Schulenburg (1860–1930), preußischer Politiker | um 1913                            | Der Schulenburgring verläuft heute von Mussehlstraße bis Wolffring und Leonhardyweg, ursprünglich bis zum Sachsenring (jetzt: Thuyring). Der Teil zwischen Thuy- und Wolffring wurde 1936 in Leonhardyweg umbenannt. Am 2. Mai 1945 unterzeichnete Helmuth Weidling, letzter Kampfkommandant der Schlacht um Berlin, im Haus Schulenburgring 2, in dem der Kommandostab der sowjetischen 8. Gardearmee für wenige Tage seinen Sitz hatte, die Kapitulation der Berliner Garnison. Das Haus ist das Elternhaus des Regierenden Bürgermeisters Michael Müller. | Schulenburgring 2 · Gedenktafel zur Kapitulation am Haus Schulenburgring 2 · Berlin-Tempelhof Schulenburgring 128  |
| Schwanheimer Straße (Lage)                  | 0170                                                  | Schwanheim, Stadtteil von Frankfurt am Main | vor 1910                           | Die Schwanheimer Straße geht von der Rohrbeckstraße ab und endet an der Schaffhauser Straße als Sackgasse. Die kurze Wohnstraße ist überwiegend mit Einfamilienhäusern bebaut und an der Ostseite steht eine Kirche der serbisch-orthodoxen Gemeinde und eine Kindertagesstätte. Die Straße endet für Autos als Sackgasse an der Einfahrt zum Tunnel Ortskern Britz der A 100. Über der Autobahntrasse wurde ein Grünanlage angelegt, so ist vom Autobahnlärm die Straße weitgehend verschont. 1964 wurde ein Bebauungsplan zwischen Holzmann- und Schwanheimer Straße südlich der Rohrbeckstraße aufgestellt, wodurch der Hilzmannplatz als unbenannter Weg verblieb. | Schwanheimer Straße                                                                                                |
| Schwiebusser Straße (Lage)                  | 0540                                                  | Schwiebus, ehemalige deutsche Stadt in der Neumark, heute in Polen | 12. Feb. 1898                      | Die Straße verläuft zwischen Mehringdamm und Friesenstraße und bildet die Grenze zwischen Tempelhof und Kreuzberg. Das Straßenland und die Nordseite der Straße liegen in Kreuzberg, lediglich die Grundstücke auf der Südseite mit dem Columbiahaus (Verwaltungsgebäude des Flughafens Tempelhof) liegen im Ortsteil. | Schwiebusser Straße                                                                                                |
| Sennockstraße (Lage)                        | 0090                                                  | Fritz Sennock (1878–1930), Kommunalpolitiker in Tempelhof | 21. Aug. 1931                      | Die von der Neuen Straße abgehende Sackgasse wurde als Straße 1a angelegt. | Sennockstraße |
| Siegertweg (Lage)                           | 0170                                                  | Wilhelm Siegert (1872–1929), Inspekteur der deutschen Flieger- und Luftschifftruppen im Ersten Weltkrieg | 4. Aug. 1930                       | Der Weg im Fliegerviertel wurde als Straße 33 trassiert. Er liegt zwischen Manfred-von-Richthofen-Straße und Hoeppnerstraße. Die ruhige Wohnstraße besitzt die für das Fliegerviertel typischen Reihenhausbebauung aus den 1920er Jahren. | Siegertweg |
| Stolbergstraße (Lage)                       | 0340                                                  | Stolberg, Adelsgeschlecht mit Grundbesitz in Tempelhof | um 1900                            | Die Stolbergstraße verläuft zu beiden Seiten von Alt-Tempelhof von der Richnowstraße bis zur Borussiastraße. Sie wurde erstmals 1900 im Berliner Adressbuch ausgewiesen. Im südlichen Bereich ist die Stolbergstraße eine ruhige Wohnstraße mit direktem Blick über eine kleine Parkanlage, die aus dem ehemaligen Alten Tempelhofer Friedhof entstanden ist. Einige Grabstellen sind hier noch zu finden. Es gibt einen direkten Zugang zum Bosepark. | Stolbergstraße |
| Straße 20a (Lage)                           | 0130                                                  | Nummerierung des Bebauungsplans | vor 1925 (Planung) nach 1965 (Bau) | Die Straße ist ein drei Meter breiter Fußweg zwischen Alt-Tempelhof / Germaniastraße und Götzstraße, wo sie gegenüber vom Stadtbad Tempelhof endet. Sie besitzt keine zugeordneten Grundstücke, sondern erschließt eine sechsgeschossige Wohnhausreihe mit den Adressen Götzstraße 15, 15a und 15b. Die „Straße 20a“ ist im amtlichen Verzeichnis als öffentliche Straße mit der Straßennummer 8537 enthalten. Eine durchgehende Verbindung von der Ringbahnstraße bis zur Götzstraße erscheint bereits 1911 auf dem Stadtplan und wird spätestens 1925 als „Straße 20a“ bezeichnet. Die Straße wurde so aber nie gebaut, sie verlief nur als Planstraße über anderweitig genutzte Grundstücke. Die Planung des nördlichen Teiles wurde bald wieder aufgegeben. Der mittlere Teil wurde 1953 als Fuhrmannstraße gebaut. Der südliche Teil war noch bis mindestens 1949 als „Straße 20a“ geplant, danach wurde die Planung aufgegeben und die Trasse bis spätestens 1956 sogar teilweise zugebaut. In einem Bebauungsplan von 1965 wird die „Straße 20a“ als Fußweg reaktiviert und danach gebaut, das Gebäude von vor 1956 weicht einer dichteren Bebauung. | Berlin-Tempelhof Straße 20a                                                                                        |
| Tankredstraße (Lage)                        | 0230                                                  | Tankred von Tiberias (1072–1112), Kreuzfahrer und Normannenfürst | um 1911                            | Die Tankredstraße in der Siedlung „Attilahöhe“ führt von der Attilastraße bis zur Paul-Schmidt-Straße. An der ruhigen Wohnstraße stehen einige denkmalgeschützte Mehrfamilienhäuser. Im Block Attila-, Paul-Schmidt- und Tankredstraße gibt es einen großen Innenhof mit Mietergärten. An der Ecke zur Paul-Schmidt-Straße führt ein Fußweg durch die KGA Eschenallee zum Marienhöher Weg und zur Marienhöhe. | Tankredstraße |
| Teilestraße (Lage)                          | 1080                                                  | Teile, Name einer Bauernfamilie im Tempelhof, die nach dem Dreißigjährigen Krieg neben der Lehnschulzenfamilie Rohde die wahrscheinlich einzige überlebende Familie im Dorf Tempelhof war. Die kurze Rohdestraße, eine der beiden Seitenstraßen der Teilestraße, hält den Namen an die zweite überlebende Familie wach. | um 1909                            | Die Teilestraße ist eine Industriestraße als Verlängerung der Ordensmeisterstraße zwischen Komturstraße und Gottlieb-Dunkel-Straße. An der Straße liegen mehrere Industriedenkmale, insbesondere ein Portalkran aus dem Jahr 1935, Teilestraße 3–8. und das Sarotti-Werk Tempelhof Die Straße endete früher am Westrand des alten (kommunalen) Tempelhofer Kirchhofs, der aufgelassen wurde und jetzt eine Grünanlage ist. An dieser Stelle schloss nach Norden zur Kreuzung Germania-/Schaffhausener Straße die ebenfalls aufgelassene Linzer Straße an. Durch den Bau der A 100 und ihren Anschluss zur Gradestraße wurde dieser Bereich völlig verändert und die Teilestraße über das ehemalige Friedhofsgelände bis zur Gottlieb-Dunkel-Straße verlängert. Der mehrarmige Autobahnzubringer zieht sich über die Straße hinweg, dazwischen überquert die Straße die Trasse der Neukölln-Mittenwalder Eisenbahn. Die Brücke des ehemaligen Industriegleises Teilestraße–Bergholzstraße verläuft hier parallel zur Straße. | Teilestraße |
| Tejastraße (Lage)                           | 0110                                                  | Teja, im 6. Jahrhundert König der Ostgoten | 15. Dez. 1930                      | Die Tejastraße geht als Sackgasse von der Attilastraße ab. Sie wurde als Straße 35 projektiert. Die ruhige innerstädtische Wohnstraße ist mit Wohnblöcken aus der Nachkriegszeit bebaut. Nach Süden besteht der Blick über die Kleingartenanlage ‚Marienhöhe‘ und den Teltowkanal. Die kurze Straße endet als Sackgasse am Sportplatz der Dag-Hammarskjöld-Oberschule. | Tejastraße |
| Tempelhofer Damm (Lage)                     | 3490                                                  | Tempelhof, Ortsteil von Berlin, bis 1920 eigenständige Landgemeinde | 31. Aug. 1949                      | Der Tempelhofer Damm (umgangssprachlich als „Te-Damm“ bezeichnet) führt als Teil der Bundesstraße 96 vom Platz der Luftbrücke zur Stubenrauchbrücke über den Teltowkanal und geht dann in den Mariendorfer Damm über. Die vorherigen Namen waren Berliner Straße (vor 1882–1949) und im Nordteil zwischen 1900 und 1913 Tempelhofer Chaussee. Der ehemalige Flughafen Tempelhof (östlich) und das Fliegerviertel (östlich, ebenfalls auf ehemaligem Militärgelände) liegen nördlich der Ringbahn mit dem Bahnhof Tempelhof, wo sich auch eine Zufahrt zur Stadtautobahn A 100 befindet. Südlich der Autobahn beginnt die eigentliche Einkaufsstraße mit Wohn- und Verwaltungsbauten hier kreuzt der alte Tempelhofer Ortskern mit der Straße Alt-Tempelhof (Tempelhofer Damm 165) und dem 1938 eingeweihten Rathaus Tempelhof und hier liegt der Alte Park. An der Nordseite (Tempelhofer Damm 227–235) des Teltowkanals liegt der heute als Sportboothafen genutzte Hafen Tempelhof mit Einkaufszentrum und zwischen Viktoriastraße und Wulfilaufer liegt das Finanzamt Tempelhof. Westlich am Nordende nach Kreuzberg zu liegt das Landeskriminalamt. Nach dem Mauerbau wurde 1962 der Bebauungsplan 49 in mehreren Teilen aufgestellt, um den Tempelhofer Damm in seiner Bedeutung als Bundesstraße und als vorgesehene Verkehrsableitung vom Stadtring nach Süden zu verbreitern. Die angrenzenden Querstraße wurden dabei beeinflusst. | Luftbrückendenkmal · Rathaus Tempelhof · Ullsteinhaus · Hafen Tempelhof                                            |
| Tempelhofer Weg (Lage)                      | 0140 (im Ortsteil)                                    | Tempelhof, Ortsteil von Berlin, bis 1920 eigenständige Landgemeinde | vor 1899                           | Der Tempelhofer Weg führt von der Gottlieb-Dunkel-Straße bis zum Britzer Damm. Der größte Teil der Straße liegt in Britz. Er ist im Adressbuch von 1899 bereits ausgewiesen. Vermutlich existierte er aber schon weitaus früher. Er verband als Landstraße die Orte Tempelhof und Britz. Am 1. Juli 1982 wurde der Abschnitt der Germaniastraße im Bezirk Neukölln (Britz) in Tempelhofer Weg umbenannt. Die Straße ist ein Teilstück des Teltowkanalwegs, einem der 20 grünen Hauptwege Berlins, der hier durch Gewerbefläche vom Kanalufer getrennt ist. | Tempelhofer Weg |
| Templerzeile (Lage)                         | 0150                                                  | Mitglieder des Templerordens, unter Bezug zum Ortsteilnamen | 1. Aug. 1965                       | Die Templerzeile geht von der Albrechtstraße als Sackgasse ab. Sie erhielt ihren Namen durch Umbenennung des Abschnitts der Werbergstraße zwischen Albrechtstraße und Koseler Weg. | Templerzeile |
| Theodor-Francke-Straße (Lage)               | 0120                                                  | Theodor Francke (1830–1896), Betreiber einer Elfenbeinbleiche und Grundeigentümer in Tempelhof | 23. März 1925                      | Die Theodor-Francke-Straße liegt zwischen Tempelhofer Damm und Franckepark, den man durch einen Hausdurchgang erreichen kann. An der Ecke Tempelhofer Damm (Tempelhofer Damm 171–173/Theodor-Francke-Straße 10–11) liegt das 1917 errichtete Postamt. Die ruhige innerstädtische Wohnstraße besitzt überwiegend Altbauten und einige Nachkriegsbauten. 1986 wurde das Postamt umfangreich restauriert und im Inneren umgebaut und modernisiert. | Theodor-Francke-Straße                                                                                             |
| Theodorstraße (Lage)                        | 0150                                                  | Theodor Francke (1830–1896), Betreiber einer Elfenbeinbleiche und Grundeigentümer in Tempelhof | um 1909                            | Wie Anfang des 20. Jahrhunderts üblich wurden Straßen nach dem Vornamen benannt, so bezieht sich dieser Straßenname ebenfalls auf Theodor Francke. Sie liegt zwischen der Albrecht- und der Kaiserin-Augusta-Straße. | Theodorstraße |
| Thuyring (Lage)                             | 0530                                                  | Emil Thuy (1894–1930), Jagdflieger im Ersten Weltkrieg | 21. Apr. 1936                      | Die ruhige Wohnstraße im Fliegerviertel mit dessen typischer Reihenhausbebauung aus den 1920er Jahren hieß in der Planung der Gartenstadt seit 1913 bis 1936 Sachsenring. Sie verläuft vom Tempelhofer Damm bis zur Hoeppnerstraße. | Thuyring |
| Totilastraße (Lage)                         | 0400                                                  | Totila, König der Ostgoten im 6. Jahrhundert | 21. Juli 1960                      | Die Straße in der Siedlung „Attilahöhe“ führt von der Alboinstraße über Wittekindstraße bis zur Manteuffelstraße, wo sie als Sackgasse endet. Der zwischen Alboinstraße und Manteuffelstraße gelegene Abschnitt der Friedrich-Karl-Straße wurde 1960 in Totilastraße umbenannt. An der ruhigen Wohnstraße stehen einige denkmalgeschützte Mehrfamilienhäuser aus den 1970er Jahren und Altbauten aus den 1920er Jahren. Es gibt einen Fußgängerdurchgang zur Arnulfstraße und an der Manteuffelstraße endet die Totilastraße für Autos als Sackgasse, für Fußgänger und Radfahrer geht der Weg weiter zum Attilaplatz. | Totilastraße |
| Udetzeile (Lage)                            | 0120                                                  | Ernst Udet (1896–1941), Jagdflieger im Ersten Weltkrieg, Unternehmer und Generalluftzeugmeister (1939–1941) | 29. Apr. 1957                      | Die Straße im Fliegerviertel geht von der Gontermannstraße ab und endet als Sackgasse in einem Wendehammer. | Udetzeile |
| Ullsteinstraße (Lage)                       | 1700 (im Ortsteil)                                    | Leopold Ullstein (1826–1899), Gründer des Ullstein Verlags | 12. Juli 1927                      | Die Ullsteinstraße führt von der Gradestraße in Mariendorf über Gottlieb-Dunkel-Straße, Schätzelbergerstraße und Tempelhofer Damm zur Rathausstraße in Mariendorf. Zwischen Gottlieb-Dunkel-Straße und Tempelhofer Damm gehören die nördlichen Grundstücke zum Ortsteil, der Rest gehört zu Mariendorf. Östlich des Tempelhofer Damms führt sie durch ein Industriegebiet mit dem Ullsteinhaus als markantestem Gebäude. Durch die Lage zwischen den beiden Dörfern (später zwischen den Vororten) hieß die Straße im 19. Jahrhundert bis 1908 Grenzweg, von 1908 bis 1927 Burggrafenstraße und erhielt in der Zeit des Nationalsozialismus von 1935 bis 1949 den Namen Zastrowstraße. | Ullsteinstraße |
| Verlängerte Friedrich-Wilhelm-Straße (Lage) | 0070                                                  | Wilhelm I. (1797–1888), Deutscher Kaiser | vor 1899                           | Die Straße ist unter diesem Namen eine Privatstraße auf der grünen Hoffläche zwischen den östlichen Häusern Alboinplatz 8/9, den westlichen Gebäuden der Wittekindstraße (38–44, gerade). Für die nördlichen Gebäude (45–48 fortlaufend) und südlich 49–52 (fortlaufend) ist die Zählung der Friedrich-Wilhelm-Straße aufgenommen. Durch diese Umbauung des westlichen Teils der Friedrich-Wilhelm-Straße entsteht ein dem Baueigentümer gehörender Innenhof (30 × 70 Meter), der andererseits wegen der fortlaufenden Grundstücksnummerierung im amtlichen Verzeichnis durch den Zusatz „Verlängerte“ als gesonderte Straße aufgenommen ist. Dieser Umbenennung des Abschnitts steht offensichtlich keine Entwidmung entgegen, die Straße ist im amtlichen Verzeichnis enthalten. Die Straßenbreite ist gegenüber der Friedrich-Wilhelm-Straße geringer, sodass sie als Einbahnstraße vom Alboinplatz zur Wittekindstraße eingerichtet ist. Die Ostumfahrung des Alboinplatzes ist im Süden von der Alboinstraße abgesperrt und von der Burgemeisterstraße erreichbar, sowie durch die Zufahrt vom Nordende (Alboinstraße) des Platzes. | Berlin-Tempelhof Verlängerte Friedrich-Wilhelm-Straße                                                              |
| Viktoriastraße (Lage)                       | 0200                                                  | Viktoria Luise von Preußen (1840–1901), deutsche Kaiserin | vor 1902                           | Die Viktoriastraße führt vom Tempelhofer Damm bis zur Werderstraße und Wolframstraße. Hier befindet sich die ufaFabrik. | Viktoriastraße |
| Volkmarstraße (Lage)                        | 0580                                                  | Volkmar, Name eines Ordensmeisters der Tempelherren | um 1913                            | Die Volkmarstraße im Industrieviertel südlich des Teltowkanals führt von der Schätzelbergstraße bis zur Ullsteinstraße. Zwischen Ullstein- und Colditzstraße liegen die 1938–1941 errichteten Verwaltungs- und Fertigungsgebäude der ehemaligen Standard Elektrik Lorenz AG. Dieser Gebäudekomplex wurde von 1952 bis 1961 teilweise als Flüchtlingslager für Menschen aus der damaligen DDR benutzt. | Berlin-Tempelhof Volkmarstraße · Berlin-Tempelhof Volkmarstraße                                                    |
| Wenckebachstraße (Lage)                     | 0250 + 120 (Unterbrechung durch den Metzplatz)        | Karel Frederik Wenckebach (1864–1940), Medizinprofessor | 13. Feb. 1957                      | Die Wenckebachstraße liegt zwischen Albrechtstraße und Ordensmeisterstraße und wird vom kreisrunden Metzplatz unterbrochen. Die Straße liegt in einem gründerzeitlichen Wohnviertel, dessen Straßenraster auf den Bebauungsplan des Tempelhofer Gutes von 1872 zurückgeht. Auf der Ostseite der Straße liegt der große Komplex des Wenckebach-Krankenhauses, das um 1878 als ‚2. Garnison-Lazarett‘ errichtet wurde. Der vorherige Name war von um 1883 bis 1957 Moltkestraße. Die ruhige Tempelhofer Wohnstraße hat eine gute Verkehrsanbindung und endet im Norden am Franckepark, der zusammen mit dem Alten Park, dem Lehnepark und dem Bosepark einen innerstädtischen Grüngürtel bildet. Zwischen dem Metzplatz und dem Franckepark steht eine evangelische Freikirche. | Wenckebachstraße                                                                                                   |
| Werbergstraße (Lage)                        | 0150                                                  | Hermann von Werberg, Ordensmeister und Theologe im 14. Jahrhundert | um 1910                            | Die Werbergstraße führt von der Germaniastraße zur Götzstraße, ursprünglich aber bis zur Albrechtstraße. Am 1. August 1965 wurde der Abschnitt der Werbergstraße, der zwischen der Albrechtstraße und dem Koseler Weg lag, in Templerzeile umbenannt. Für die Nutzung des Wohnbaulandes zwischen Felix-, Götz-, Werberg-, Germaniastraße wurde 1955 der Bebauungsplan XIII-9 aufgestellt. | Werbergstraße |
| Werderstraße (Lage)                         | 0520                                                  | August von Werder (1808–1887), preußischer General | vor 1889                           | Die Werderstraße führt von der Kaiserin-Augusta-Straße als Fortsetzung der Blumenthalstraße bis zur Viktoriastraße und Wolframstraße. Im Berliner Adressbuch von 1889 wird sie das erste Mal erwähnt. Im Adressbuch von 1888 fehlen die Seiten allerdings. | Werderstraße |
| Werner-Loebermann-Weg (Lage)                | 0900                                                  | Werner Loebermann (1902–unbekannt), erster Direktor der Berliner Flughafen-Gesellschaft nach dem Zweiten Weltkrieg | nach 2012                          | Die auf der ehemaligen Flugfeldfläche angelegte nicht gewidmete Straße in der Tempelhofer Freiheit verläuft parallel zum Tempelhofer Damm von dessen Abzweigung Paradestraße bis Höhe Bayernring auf der gegenüberliegenden Straßenseite. Der Randstreifen wird für reservierte Parkplätze benutzt. | Berlin-Tempelhof Werner-Loebermann-Weg · Berlin-Tempelhof Werner-Loebermann-Weg                                    |
| Werner-Voß-Damm (Lage)                      | 0900                                                  | Werner Voß (1897–1917), Jagdflieger im Ersten Weltkrieg | 21. Apr. 1936                      | Die Straße im Fliegerviertel verläuft heute von der Manfred-von-Richthofen-Straße bis zur General-Pape-Straße. 1936 erhielt das Zähringer Korso den heutigen Namen. 1963 wurde dann das Hansakorso in den Werner-Voß-Damm einbezogen und die Straße in westliche Richtung verschwenkt. Die verbleibenden Grundstücke der vormaligen Trasse wurden überbaut und die restlichen in die Hoeppnerstraße (Grundstücke 105–123) einbezogen. An das ehemalige Hansakorso erinnert die Kleingartenanlage ‚Hansakorso‘. In den Kasernen am Werner-Voß-Damm 54a befand sich 1933 das SA-Gefängnis Papestraße. Am Werner-Voß-Damm 52–68 liegen ehemalige Kasernen des 2. und 3. Eisenbahnregiments | Werner-Voß-Damm |
| Wiesenerstraße (Lage)                       | 0390                                                  | Fritz Wiesener (1880–1929), Bürgermeister von Tempelhof | 18. Feb. 1927                      | Die Straße im Fliegerviertel als Straße 30 des Bebauungsplans trassiert liegt an der Manfred-von-Richthofen-Straße nach beiden Seiten. Die ruhige Wohnstraße besitzt die für das Fliegerviertel typische Reihenhausbebauung aus den 1920er Jahren. Der nördliche Teil endet als Sackgasse in einem Hof mit Anwohnerparkplatz, der südliche verläuft bis zur Hoeppnerstraße. | Wiesenerstraße |
| Wintgensstraße (Lage)                       | 0350                                                  | Kurt Wintgens (1894–1916), Jagdflieger im Ersten Weltkrieg | 4. Aug. 1930                       | Die Straße im Fliegerviertel verläuft von der Boelckestraße bis zur Gontermannstraße an der Südseite des Sankt-Joseph-Krankenhauses. | Wintgensstraße |
| Wittekindstraße (Lage)                      | 0900                                                  | Wittekind, Herzog der Sachsen | um 1911                            | Die Wittekindstraße liegt zwischen Bosestraße und Tankredstraße. Der Abschnitt zwischen Arnulfstraße und Tankredstraße gehört zur 1930 errichteten Siedlung ‚Attilahöhe‘. 1961 wurde der Bebauungsplan 63 für die Wohnbaufläche südlich der Bosestraße, einschließlich Gäßner- und Rothariweg bis nördlich der (schon vorhandenen) Grundstücke der Kaiserin-Augusta-Straße festgelegt, mit dem die Wittekindstraße nach Norden verlängert wurde. | Wittekindstraße |
| Wölfertstraße (Lage)                        | 0130                                                  | Friedrich Hermann Wölfert (1850–1897), Verleger und Luftfahrtpionier | 4. Aug. 1930                       | Die Straße im Fliegerviertel liegt zwischen Hessenring und Gontermannstraße. Der vorherige Name war Straße 23. | Wölfertstraße |
| Wolffring (Lage)                            | 1290                                                  | Kurt Wolff (1895–1917), Jagdflieger im Ersten Weltkrieg | 21. Apr. 1936                      | Die Straße im Fliegerviertel wurde 1913 in der Gartenstadt als Deutscher Ring angelegt, der 1936 nach geänderter Planung aufgeteilt in den Bäumerplan, den Schreiberring und den Wolffring umbenannt wurde. Die ruhige Straße ist Teil des Parkrings Neu-Tempelhof und weist eine stark unterschiedliche Bebauung auf und liegt zwischen Tempelhofer Damm und Loewenhardtdamm. Am Wolffring 72 liegt die Kirche auf dem Tempelhofer Feld. Gegenüber vom Kynastteich gibt es einige Kleingärten und die Kirche auf dem Tempelhofer Feld im weiteren der Nachbarschafts- und Selbsthilfe Zentrum (NUSZ) mit dem in der ufafabrik e. V. betriebenen Kindertagesstätte und die „Grundschule auf dem Tempelhofer Feld“. Es schließt sich der Wolffring an der nicht mehr an der Grünanlage liegt und beidseitig mit Reihenhäusern aus den 1920er Jahren bebaut ist. Zwischen Wolffring und Schreiberring gibt es eine Bunkeranlage aus dem Zweiten Weltkrieg, die von einem Tempelhofer Schützenverein als Trainingsstätte genutzt wird. | Wolffring |
| Wolframstraße (Lage)                        | 0950                                                  | Wolfram von Eschenbach, mittelalterlicher Dichter | um 1911                            | Die Straße führt von der Kreuzung Kunigunden-, Werder-, Viktoriastraße über Alarichplatz zur Geiserichstraße. Auf dem Grundstück 89–92 liegt das Jobcenter Tempelhof-Schöneberg. Es ist eine ruhige innerstädtische Wohnstraße mit unterschiedlicher Bebauung, wobei zwischen Geiserich- und Chlodwigstraße überwiegend Doppelhäuser aus den späten 1920er Jahren stehen, gefolgt von Mehrfamilienhäusern aus den 1920er und 1960er Jahren. Es gab ursprünglich mehrere Fußgängerdurchgänge zum Wulfila-Ufer und über den Attilagarten einen Durchgang zur Attilastraße, die von Anliegern geschlossen wurden. | Wolframstraße |
| Wüsthoffstraße (Lage)                       | 0350                                                  | Kurt Wüsthoff (1897–1926), Jagdflieger im Ersten Weltkrieg | 4. Aug. 1930                       | Die Straße im Fliegerviertel an der Nordseite des Sankt-Joseph-Krankenhauses verläuft von der Boelckestraße bis zur Gontermannstraße. Für das nordwestlich liegende Gebiet liegt ein Bebauungsplan von 1949 vor. | Wüsthoffstraße |
| Wulfila-Ufer (Lage)                         | 0620                                                  | Wulfila, Bischof der Goten im 4. Jahrhundert | 7. Jan. 1928                       | Das Wulfila-Ufer liegt am Teltowkanal zwischen Gersdorfstraße und Alarichstraße und führt als Fußweg zum Tempelhofer Damm weiter. Die ruhige innerstädtische Wohnstraße ist mit Mehrfamilienhäusern bebaut, zwischen Geiserich- und Alarichstraße stehen Wohnblocks (teilweise mit Mietergärten) aus den späten 1920er Jahren und der Nachkriegszeit. Das Ufer ist nur an der Nordseite bebaut, mit freiem Blick über das Kanalufer. Die Straße ist ein Teilstück des Teltowkanalwegs, einem der 20 grünen Hauptwege Berlins. Früher bestehende Durchgänge zur Wolframstraße wurden von den Anliegern geschlossen. | Wulfila-Ufer |
| Zastrowstraße (Lage)                        | 0100                                                  | Dietrich von Zastrow, Theologe und Komtur des Johanniterordens in Tempelhof | 13. Feb. 1957                      | Die Straße zwischen Felixstraße und Götzstraße entstand als Straße 410 des Bebauungsplans auf ehemaligen Kleingartengelände. 1957 wurde ein Bebauungsplan für nordöstlich der Straße 6/Felixstraße aufgestellt durch den der Verlauf der Götzstraße geändert wurde und die Straße 410 (heute: Zastrowstraße) geplant wurde. | Zastrowstraße |

## Einstige und nur geplante Straßen
Im Jahr 1910 verkaufte die preußische Militärverwaltung als größter Grundstückseigner ein riesiges Gebiet westlich des Flughafens für 72 Millionen Goldmark (inflationsbereinigt in heutiger Währung: rund 509.081.000 Euro). Es entstand der Stadtteil Neu-Tempelhof, der später inoffiziell das Fliegerviertel genannt wurde. Insbesondere die Planungen zur innenstadtnahen Nutzung des Garde-Exercierplatzes als Gartenstadt Neu-Tempelhof (westliches Tempelhofer Feld) ergab um 1910/1913 mehrere Trassenführungen mit benannten Straßen. Durch den Ersten Weltkrieg wurden die Pläne einer Gartenstadt (wie in anderen Berliner Vororten) nicht oder nur teilweise umgesetzt. Nach Krieg und Inflation kamen nördlich der Ringbahn neue Planungen für das (am Flughafen gelegenen) Fliegerviertel auf und projektierte Trassen wurden geändert. Dort wurden 1936 insgesamt 16 Straßen feierlich nach Fliegerhelden des Weltkriegs benannt, die zuvor zum Deutschen Kaiserreich Bezug hatten. Bewohnt waren die Einfamilienhäuser und Wohnblöcke vom Boden- und Luftpersonal des nahen Flughafens.
Neben einfachen Umbenennungen (beispielsweise im Ergebnis des Preußenschlags) und Nutzungsänderungen wurde das Straßensystem in den 1960er Jahren vom Autobahnbau an der Ringbahn entlang beeinflusst. Ergänzend zu den hier aufgeführten Straßen bestanden nach Bebauungsplan nummerierte Straßennamen, die insbesondere in den 1930er Jahren teilweise längere Zeit als Nummernstraßen bestanden. Die Straße 6 nördlich vom Rathaus am Tempelhofer Damm zur Felixstraße war geraume Zeit zwischen Götzstraße und dem heutigen Franckepark als weitere Straße vorgesehen, bis dieser Bereich überplant wurde. Weitere Nummernstraßen entfielen bei der Planung des Stadtrings an der Ringbahn entlang und der als BAB vorgesehenen (aber nicht umgesetzten) Osttangente auf der Bahntrasse der Neukölln-Mittenwalder Eisenbahn aus dem Jahre 1972. So entfiel auch ein Autobahnkreuz Tempelhof wodurch die Bacharacher und Schwanheimer Straße beeinflusst gewesen wären.
| Name                                | von               | bis           | heute | benannt nach | Lage/Anmerkungen |
| ----------------------------------- | ----------------- | ------------- | --- | --- | --- |
| Achenbachpromenade                  | 1913              | 1945          | die Trasse der aufgehobenen Straße wurde nie überbaut und blieb als schmale langgestreckte Grünanlage mit Fußweg erhalten, der alte Name wird inoffiziell weiter verwendet. | Heinrich von Achenbach (1829–1899), Ministerialrat im preußischen Kultusministerium                                                                       | Die Promenade lag in der Gartenstadt zwischen Badener Ring und Dreibundstraße. Für das Gebiet Boelcke-, Duden-, Mussehlstraße, Bayerring besteht ein Bebauungsplan von 1966 mit den alten Straßentrassen. Im Adressbuch 1912 noch nicht aufgeführt findet sich 1913 der Eintrag „unbebaut“. |
| Albionstraße                        | 1913              | 23. Jan. 1931 | → Alboinstraße | Albion, antiker Name der britischen Inseln | Die Straße 12a des Bebauungsplans an der Grenze zu Schöneberg soll versehentlich oder verballhornend vom Namen Alboin entstanden sein. Während des Ersten Weltkriegs war mehrfach eine Umbenennung angestrebt worden, sie erfolgte jedoch erst 1931. |
| Alvenslebenstraße                   | 24. Nov. 1874     | um 1900       | entfallen | Alvensleben, Konstantin Reimar von Alvensleben (1809–1892), preußischer Militär                                                                           | Die Straße N, Abt. III des Bebauungsplans wurde vom Berliner Bankverein auf den „Schöneberger Niederland-Enden“ angelegt und fiel vermutlich beim Bau des Teltowkanals (vom Dezember 1900 bis Januar 1906) weg. Sie blieb unbebaut und findet sich nicht im Adressbuch 1900 und beispielsweise 1880 nicht unter Schöneberg und nicht unter Tempelhof. |
| An der Ringbahn                     | 1895              | um 1914       | → Ringbahnstraße | Ringbahn, um die Innenstadt von Berlin führende Bahnstrecke                                                                                               | Die parallel zur Ringbahn verlaufende Straße wurde zur gleichen Zeit auch als Straße an der Ringbahn bezeichnet. Sie lag ihrerseits auf Reichsbahngelände südlich der Ringbahn. Sie wurde wegen dieser eingeschränkten Nutzung um 1914 als Privatstraße und um 1935 bis 1938 genauer in Reichsbahn-Privatstraße. Letztlich entfiel die Trasse durch den Autobahnbau nach 1960. http://digital.zlb.de/viewer/image/01405003X_1898/2983/ |
| Arenholzstraße                      | vor 1913          | 16. Okt. 1923 | eingezogen | Burchard von Arenholz (14. Jhd.), Komtur der Komturei Tempelhof                                                                                           | Die Straße wurde zwischen 1907 und 1913 angelegt und 1923 wegen der neuen Festlegung der Baufluchtlinien eingezogen. Sie ging von der Ordensmeisterstraße zur Albrechtstraße ab und ist 1914 unbebaut. Der Arenholzsteig befindet sich an anderer Stelle. |
| Berliner Straße                     | vor 1882          | 31. Aug. 1949 | → Tempelhofer Damm | Berlin, Richtung der Verbindung | Die Berliner Straße war bereits 1882 die alte Richtungsstraße von Zossen nach Berlin, die weiter nördlich am Tempelhofer Feld entlang führende gelegene Tempelhofer Chaussee kam mit dem Ausbau der Gartenstadt noch hinzu. Die Post- und Handelsstraße zwischen den ehemaligen Dörfern Tempelhof und Mariendorf verlief westlich der heutigen Linienführung war später Provinzialchaussee, dann Reichsstraße und ist heute Bundesstraße 96. Der mehrfach mit der Bildung von Groß-Berlin vorhandene Straßenname wurde in Tempelhof 1949 geändert. |
| Braunschweiger Ring                 | 18. Feb. 1927     | 21. Apr. 1936 | → Gontermannstraße → Hoeppnerstraße | Braunschweig, Land im Deutschen Kaiserreich | Die Straße in der Gartenstadt Neu-Tempelhof wurde als Straße 16 trassiert. In diesem Viertel, der geplanten Gartenstadt, wurden Straßen nach Ländern und Herrschergeschlechtern des in Versailles proklamierten Deutschen Kaiserreiches benannt. Der geplante Braunschweiger Ring wurde beim Ausbau des Fliegerviertels nur bedingt umgesetzt, so dass heute die Gontermannstraße dessen Westabschnitt und die Hoeppnerstraße dem südlichen Abschnitt entspricht. |
| Britzer Weg                         | vor 1898          | nach 1902     | → Germaniastraße | Britz, südöstlicher Nachbarort | Der Britzer Weg war als östliche Fortsetzung der Dorfstraße (heute: Alt-Tempelhof) die historische Verbindung nach Britz, vermutlich schon jahrhundertelang so genannt. 1898 wurde der von Tempelhof aus gesehen vordere Teil in Germaniastraße umbenannt, die sich dann an ihrem Ende in Grüner Weg und Britzer Weg teilte. Einige Jahre später (zwischen 1902 und 1905) wurde der gesamte Britzer Weg in die Germaniastraße einbezogen. Mit dem Bau der Stadtautobahn wurde diese Trasse verkürzt. |
| Columbiastraße                      | 20. März 1929     | 14. Aug. 1950 | → Columbiadamm | Columbia, Name des Flugzeugs mit dem Clarence Chamberlin 1927 den Atlantik überquerte                                                                     | Zwei Jahre nach dem Transatlantikflug von 1927 mit Landung auf dem Flugfeld Tempelhof wurde die nördlich vom Flughafen liegende Prinz-August-von-Württemberg-Straße in Kreuzberg in Columbiastraße benannt und später wurde die in Tempelhof liegende Fortsetzung an beiden Seiten als Neue Flughafenstraße (Zugang vom Tempelhofer Damm zum Flughafen) und mit dem Ausbau von Tempelhof zusammen mit der östlich anschließenden Neuköllner Friedhofstraße und der Flughafenstraße zusammengefasst. Für 1938 findet sich im Adressbuch die Verteilung zwischen Kreuzberg und Tempelhof als Teilstück des 1950 entsprechend dem Charakter dieser Verbindung zwischen Hasenheide und Tempelhofer Feld zum „Damm“ umbenannten Verkehrswegs. |
| Deutscher Ring                      | nach 1913         | 21. Apr. 1936 | → Bäumerplan → Schreiberring → Wolffring | deutsch, der Nationalstaat ergänzend zum „Kaiserland“ Preußen                                                                                             | Als Deutscher Ring wurde in der Gartenstadtplanung vor dem Ersten Weltkrieg der nördliche Abschnitt des geplanten Gartenrings ab Berliner Straße benannt. Ergänzend hieß der südliche Abschnitt Preußenring. Mit der Neuplanung der Gartenstadt zur „Fliegerviertel“ wurde der Gartenring nur teilweise umgesetzt. Der Nordabschnitt vom Deutschen Ring zum Schreiberring am Südrand, der Wolffring am Nordrand des heutigen Parkrings und der westliche Abschnitt ist Teil des Bäumerplans. |
| Dorfstraße                          | vor 1700          | 31. Aug. 1949 | → Alt-Tempelhof | Dorfstraße, älteste Straße des 1247 erstmals urkundlich erwähnten Dorfs                                                                                   | An der Dorfstraße lag im 13. Jahrhundert der Gutshof des Templerordens, der spätere Hahnehof. Durch die Ausrichtung der Kirche bedingt lag sie quer zur Chaussee (Berliner Straße nach Norden). Sie ging nach Westen in die Schöneberger Straße und ostwärts nach Britz (Germaniastraße). Im Gegensatz zu anderen Ortsteilen in Groß-Berlin blieb die Bezeichnung Dorfstraße (statt Hauptstraße) erhalten, sodass dann 1949 dieser mehrfache Straßenname in Berlin durch Vorsatz von „Alt-“ zum Ortsteil umbenannt wurde. |
| Dreibundstraße                      | 9. Jan. 1901      | 21. Apr. 1936 | → Dudenstraße | Dreibund, geheimes Verteidigungsbündnis von 1882 zwischen dem Deutschen Reich, Österreich-Ungarn und dem Königreich Italien                               | Der ehemalige Kolonnenweg, damals Anmarschweg der Truppen an der Berliner Weichbildgrenze von Westen her zum Übungsgelände auf dem Tempelhofer Feld, wurde wegen dieser militärischen Nutung nach dem Militärbündnis benannt. In der Zeit des Nationalsozialismus erfolgte 1936 die Umbenennung in Immelmannstraße nach Max Immelmann, einem Kampfflieger im Ersten Weltkrieg. Dieser Umbenennung aus der NS-Zeit folgte 1949 die Umbenennung nach dem Philologen Konrad Duden. |
| Einheitstraße                       | nach 1910         | nach 1938     | eingezogen | Einheit, hier als nationale Einheit | Die Straße wurde vor dem Juni 1914 benannt bezogen auf die Einigung der Deutschen Nation (aus vielen Teilstaaten) zum Deutschen Kaiserreich, wobei die Lage zwischen Wittelsbacherkorso und dem Hohenzollerkorso die Verbindung der Herrschergeschlechter im Kaiserreich noch betont. Sie verlief parallel zum Bayernring südlich der Dreibundstraße, In der Gartenstadt geplant und im Fliegerviertel nicht umgesetzt muss sie nach 1938 eingezogen worden sein, da sie auf der Karte von 1940 nicht mehr eingezeichnet war. Für das Gebiet Boelcke-, Duden-, Mussehlstraße, Bayerring besteht ein Bebauungsplan von 1966 mit den alten Straßentrassen. |
| Friedhofstraße                      | 1920              | 20. März 1929 | → Columbiadamm | Friedhof, Garnisonsbegräbnisplatz | Die Friedhofstraße führte zum 1865 neu angelegten Garnisonsbegräbnisplatz, der zum Gutsbezirk Hasenheide gehörte, und an die „Alten Schießstände“ auf dem Tempelhofer Feld grenzte. Sie lag in der Trasse des heutigen Columbiadamms (zwischen Golßener und Lilienthalstraße) und wurde zunächst wohl namenlos zum Begräbnisplatz der Garnison angelegt, ab 1901 in Verlängerung der zwischen Kasernen und Pioniergelände liegenden Prinz August von Württemberg Straße als Kirchhofstraße und um 1919 als Friedhofstraße benannt und ging 1929 in die Columbiastraße ein. |
| Grüner Weg                          | vor 1786          | vor 1935      | entfallen | Verlauf durch grüne Gartenfläche | Grüner Weg ist eine alte volkstümliche Bezeichnung, die sich zwischen Tempelhof und Rixdorf schon auf einer Karte von 1786 namentlich findet. Der Weg führte quer über das Tempelhofer Feld zu den Friedhöfen in Neukölln. Er führte über die Rollberge von Tempelhof nach Böhmisch-Rixdorf, wurde dort aber erst um 1904 so benannt. Seine Trassenführung hatte sich im Lauf der Zeit verändert, auf der Karte von 1912 liegt er im Süden des späteren Flugplatzgeländes von der Germaniastraße in Tempelhof zur Thomasstraße in Neukölln. Im Adressbuch von 1930 ist er ab Germaniastraße als unbebaut aufgenommen. Von der Germaniastraße (östlich der Mündung Ringbahnstraße) unterquert er die Bahnlinie nach Nordost führt über den Süden des Tempelhofer Felds, später durch die hier liegende Kleingartenkolonie. Zwischen 1932 und 1935 entfiel der Teil in Tempelhof zugunsten des Flugfeldes. |
| Hohenzollernkorso                   | nach 1913         | 21. Apr. 1936 | → Manfred-von-Richthofen-Straße, Jagdflieger mit den meisten Luftsiegen im Ersten Weltkrieg.                                                                                | Der Deutsche Kaiser entstammte der Dynastie des Hauses Hohenzollern                                                                                       | Der Hohenzollernkorso erhielt vor Juni 1914 seinen Namen mit in zentraler Lage der geplanten Gartenstadt Neu-Tempelhof. Die Trasse der zentralen Straße lag als nach Westen gerichteter Bogen zwischen der Berliner Straße im Norden (nahe Kreuzberg) und im Süden (nahe Ringbahn). Mit der Planungsänderung zum Fliegerviertel wurden einige der Straßennamen nach Ländern und Herrschergeschlechtern des Deutschen Kaiserreichs passend zum Flughafen Tempelhof umbenannt. |
| Hansakorso                          | vor 1918          | 1. Apr. 1963  | → Werner-Voß-Damm | Hansa, Teil des Deutschen Kaiserreichs sind die Hansestädte                                                                                               | Der Hansakorso ist in der Gartenstadt zwischen Preußen- und Braunschweiger Ring nach Südwesten, wohl durch die Ringbahn bis zum Sachsendamm in Schöneberg vorgesehen. Er wurde zwischen 1914 und 1918 benannt, aber bleibt unbebaut. In den 1950er Jahren trägt der Teil zwischen S-Bahnhof Papestraße zum – von da nach Süden gerichteten – Werner-Voß-Damm diesen Namen. 1963 wurde er in den Werner-Voß-Damm einbezogen, der statt nach Süden nun nach Westen zum S-Bahnhof führt. |
| Heerbannstraße                      | nach 1910         | vor 1940      | entfallen | Heerbann, Aufgebot aller waffenfähigen freien Grundbesitzer zur Heerfahrt                                                                                 | Die Straße wurde zwischen November 1910 und Juni 1914 für die Gartenstadt geplant und benannt. Sie wurde nach 1938 eingezogen da sie unbebaut und wohl unausgeführt blieb. Auf der Karte von 1940 ist sie nicht mehr eingezeichnet. Sie lag zwischen Dreibundstraße (heute: Dudenstraße) und Einheitsstraße, parallel zur Mussehlstraße. Für das Gebiet Boelcke-, Duden-, Mussehlstraße, Bayerring besteht ein Bebauungsplan von 1966 mit den alten Straßentrassen. |
| Herminpfad                          | 21. Aug. 1931     | nach 1956     | überbaut | Hermin, germanischer Stamm | Die Straße 37 nach Bebauungsplan verlief parallel zur heutigen Gersdorfstraße zwischen der Attilastraße und dem Wulfilaufer am Teltowkanal und wurde 1931 (passend zu Wulfila) benannt (gewidmet). Nach 1961 entfiel die Straße wegen Baumaßnahmen, heute befinden sich hier die Grundstücke Atillastraße 120–127 und die „KGA Marienhöhe“. |
| Holzmannplatz                       | 1911              | 6. Aug. 1965  | eingezogen | Philipp Holzmann, Bauunternehmer im Eisenbahn- und Hochbau                                                                                                | Der Holzmannplatz wurde zwischen 1910 und 1911 benannt. Er lag zwischen Holzmann-, Rohrbeck- und Schwanheimer Straße und ist 1961 auf der Karte noch eingetragen. 1965 war der dreieckige Platz an der Schwanheimer Straße entlang bebaut und wurde eingezogen. Heute befindet sich an der Rohrbeckstraße entlang ein Spielplatz. Auf der Fläche des vormaligen Platzes Holzmannstraße (18, 22) ein Jugend- und ein Seniorenclub. 1964 wurde ein Bebauungsplan zwischen Holzmann- und Schwanheimer Straße südlich der Rohrbeckstraße aufgestellt, wodurch der Hilzmannplatz als unbenannter Weg verblieb. |
| Immelmannstraße                     | 21. Apr. 1936     | 3. Jan. 1949  | → Dudenstraße | Max Immelmann (1890–1916), Jagdpilot im Ersten Weltkrieg                                                                                                  | Die Dreibundstraße am Nordrand des Fliegerviertels bekam 1936 den Namen Immelmannstraße. 1936 ist kein Eintrag vorhanden, sie ist 1937 erstmals im Adressbuch aufgenommen. Am 120. Geburtstag von Duden wurde sie nach ihm umbenannt. |
| Kaiser-Wilhelm-Straße               | 1898              | 4. Juli 1960  | → Burgemeisterstraße | Kaiser Wilhelm, (1888–1918 amtierender) Deutscher Kaiser und König von Preußen                                                                            | Diese Trasse (zwischen Friedrich-Wilhelm- und Friedrich-Karl-Straße) ist 1890 von der Berliner Straße 49 und 50 abgehend als Lankwitzer Weg geführt. 1895 und 1898 ist der Verlauf des Lankwitzer Wegs zur Werderstraße aufgeführt. Im Adressbuch 1899 ist dann die Kaiser Wilhelmstraße erstmals genannt. Die Umbenennung 1960 erfolgte wegen des mehrdeutigen Straßennamens im Berliner Stadtgebiet. |
| Kirchhofstraße                      | vor 1901          | um 1920       | → Columbiadamm | Kirchhof, ältere Bezeichnung hier zum Begräbnisplatz | Die Kirchhofstraße lag zwischen (heutiger) Golßener und Lilienthalstraße und führte zum 1865 neu angelegten Garnisonsbegräbnisplatz, der zum Gutsbezirk Hasenheide gehörte, wie auch die alten Schießstände im Norden des Tempelhofer Feldes. Sie lag in der Trasse des heutigen Columbiadamms zwischen den Kasernen und dem Garnisonsbegräbnisplatz, woraus sich der Name ergibt. Auf der Karte von 1918 war die Kirchhofstraße noch namentlich eingezeichnet, im Plan von 1920 hieß sie Friedhofstraße. Der neuere Begriff Friedhof setzte sich dabei gegen das ältere Kirchhof durch. 1929 ging sie in die Columbiastraße ein. |
| Kolonnenweg                         | vor 1884          | Januar 1901   | Westteil: → Dudenstraße Ostteil: vor 1907 entfallen | Kolonne, militärische Einheit der Gardepioniere, die auf diesem Weg zu ihrem Exerzierplatz gelangten                                                      | Der Kolonnenweg führte vom Militärbahnhof entlang der Grenze zu Kreuzberg und weiter über den Exerzierplatz auf dem Tempelhofer Feld bis zum Britzer Weg. |
| Lankwitzer Weg                      | vor 1880          | um 1900       | → Attilastraße | Lankwitz, südwestlicher Nachbarort (heute Ortsteil) im westlichen Nachbarbezirk.                                                                          | Der Lankwitzer Weg wurde in den Berliner Adressbüchern für Tempelhof bereits 1882 ausgewiesen. Es ist der Verbindungsweg von Tempelhof nach Lankwitz südlich vom Rauen Berge. Im Adressbuch von 1899 wird er zwar nicht genannt, wurde jedoch um 1900 zur Lankwitzer „Straße“ erhoben und um 1903 von der Berliner Straße in Tempelhof in Verlängerung über die Gemarkungsgrenze als Tempelhofer Straße ausgewiesen. Seit um 1909 kam von der Gemarkungsgrenze her der Name Attilastraße bis Attilaplatz auf. Um 1910 wurde die Lankwitzer Straße im Abschnitt zwischen Manteuffel- und Berliner Straße an die Attilastraße heran in Friedrich-Karl-Straße umbenannt. |
| Linzer Straße                       | nach 1925         | nach 1987     | entfallen | Linz am Rhein, Stadt im Norden von Rheinland-Pfalz | Die Straße setzte östlich vom Industriebahngleis die Schaffhausener Straße südlich der Germaniastraße zur Teilestraße fort. 1940 ist die Straße im Adressbuch mit diesem Verlauf und ohne eigene Grundstücke aufgeführt. Beim Bau der Stadtautobahn wurde das Gebiet verbraucht und die Straße, die im Gewerbegebiet lag, ist weggefallen. |
| Moltkestraße                        | vor 1882          | 13. Feb. 1957 | → Wenckebachstraße | Moltke (1800–1891), preußischer Generalfeldmarschall, Chef des Generalstabs                                                                               | Die Moltkestraße wurde vor 1882 benannt, ging von der Albrechtstraße nach Süden ab und bestand zunächst nur aus den Hausnummern 1 bis 5. Später wurde sie nach Süden verlängert und reicht seit 1910 zur damals neu gebauten Ordensmeisterstraße. |
| Ordensmeisterplatz                  | um 1910           | um 1943       | aufgehoben | Ordensmeister, oberstes Amt des Templerordens (Großmeister) der im Besitz von Tempelhof war                                                               | Der Platz war auf der Fläche zwischen Albrecht- und der Ordensmeisterstraße geplant, als Westseite war 1912 eine östlich zur Felixstraße parallele projektierte Straße, 1919 die Podewilsstraße (heute: Colditzstraße) vorgesehen. Er wurde zwar offiziell benannt, aber wohl nie angelegt, denn seine Fläche wird bereits seit den 1920er Jahren als Gewerbegebiet genutzt. Der Platz wurde noch bis 1943 im Adressbuch erwähnt. |
| Paradeplatz                         | nach 5. Apr. 1934 | 1955          | → Adolf-Scheidt-Platz | Parade, militärisches Übungs- und Paradefeld des Tempelhofer Feldes                                                                                       | Zunächst befanden sich auf dem westlicheren Gelände Kasernen die mit einer (Parade-)Straße zum östlich des heutigen Tempelhofer Damms gelegenen Exerzier- und Übungsgebiet Tempelhofer Feld führte. Der zentrale Platz der Gartenstadt am westlichen Ende der Paradestraße mit dem Hohenzollernring sollte den Namen Paradeplatz (nahe dem Eisenbahnregiment) erhalten, ist bis 1925 nicht im Adressbuch aufgeführt. Für 1926 ist der Platz mit neuem Namen benannt. Am 5. April 1934 erfolgte die Rückbenennung insbesondere ist Paradeplatz für den öffentlichen Nahverkehr im Norden von Tempelhof herausgehoben. 1954 ist er als Paradeplatz auf der Karte eingezeichnet, 1955 erfolgte die erneute Benennung nach dem im Siedlungsbau aktiven 1947 verstorbenen preußischen Politiker Scheidt. |
| Podewilsstraße                      | um 1910           | 20. März 1924 | aufgehoben | Podewils (1746–1804), königlich preußischer Landrat | Podewils erwarb 1796 das Rittergut Tempelhof für 63.000 Taler. Die Podewilsstraße wurde zwischen 1909 und November 1910 benannt und lag zwischen Albrechtstraße (Ecke Ordensmeisterplatz) zur Straße 6 und projektiert zur Germaniastraße. Am 20. März 1924 beschloss die Stadtverordnetenversammlung diesen Namen aufgrund von Terrainveränderungen aufzuheben. Im Jahr 1930 wurde an anderer Stelle die Straße 4 nach Bebauungsplan als Podewilsstraße benannt. |
| Preußenring                         | 1913              | 21. Apr. 1936 | → Bäumerplan → Peter-Strasser-Weg → Rumeyplan | Preußen, aus dem Kurfürstentum Brandenburg hervorgegangenes Staatswesen                                                                                   | Der Preußenring wurde in der projektierten Gartenstadt als südlicher Teil des an der Tempelhofer Chaussee beginnenden Parkrings vorgesehen und angelegt. Er wird durch den nördlich der (damals durchgehenden) Paradestraße gelegenen Deutschen Ring ergänzt. Die Benennung dieser beiden Abschnitte des Parkrings steht für den Nationalstaat des Deutschen Kaisers und dessen Staatsgebiet als König von Preußen. Weitere Straßennamen sind nach Teilstaaten oder den Herrschergeschlechtern des Kaiserreichs benannt. Im Adressbuch 1913 ist er aufgeführt und auf der Karte erstmals verzeichnet. 1935 ist er bebaut. Die Umbenennung erfolgte für den Nordabschnitt in Bäumerplan, der südliche Abschnitt von Werner-Voß-Damm bis Bundesring teilweise als Einbahnstraßensystem um den Parkringstreifen und letztlich heißt der Anschluss zum Tempelhofer Damm Peter-Strasser-Weg.                  |
| Prinz-August-von-Württemberg-Straße | 12. Feb. 1898     | 20. März 1929 | → Columbiadamm | August von Württemberg (1813–1885), Kommandant des Gardekorps                                                                                             | Die Straße 37, Abt. I des Bebauungsplans, an den Kasernen nördlich vom Tempelhofer Feld bis an den Westrand des Pionierübungsplatzes im Gutsbezirk Hasenheide wurde 1898 benannt. Sie lag zwischen den heutigen Friesen- und Golßener Straße und wurde 1929 in Columbiastraße benannt. 1943 ist der Kreuzberger Teil des (heutigen) Columbiadamms als Columbiastraße benannt, der Tempelhofer Abschnitt östlich (der Golßener Straße) und westlich (der Friesenstraße) trägt den Namen Neue Flughafenstraße. Das Straßenland der Prinz-August-von-Württemberg-Straße, wie auch der entsprechende Abschnitt des Columbiadamms heute lag damals (nicht in Tempelhof) Gutsbezirk Hasenheide und Kreuzberg, jedoch liegen Grundstücke an der Straßensüdkante, dadurch gehörte das Amtsgefängnis zu Tempelhof.                                                                                                |
| Privatstraße                        | vor 1932          | nach 1938     | → Verlängerte Friedrich-Wilhelm-Straße | Privatgelände des Bauvereins | Die Privatstraße auf der Trasse der Straße nach Bebauungsplan in Verlängerung der Friedrich-Wilhelm-Straße zum Alboinplatz geriet beim Ausbau der Wohnhäuser östlich der Schöneberger Grenze (am 1931 benannten Alboinplatz) zwischen Wittekind-, Kaiserin-Augusta- und Kaiser-Wilhelm-Straße (heute: Burgemeisterstraße) innerhalb des Gebäudekarrees. Die Straße ist durch Tordurchbrüche an den Querstraßen eingebunden. Sie wurde zwischen 1938 und 1944 in die Friedrich-Wilhelm-Straße einbezogen und ist heute in der amtlichen RBS-Datenbank für Tempelhof noch als Verlängerte Friedrich-Wilhelm-Straße eingetragen. |
| Reichsbahn-Privatstraße             | nach 1914         | nach 1964     | entfallen | auf privatem Bahngelände liegend | Die Straße An der Ringbahn wurde zwischen 1914 und 1918 in Privatstraße umbenannt. Zwischen 1935 und 1938 erhielt sie die Bezeichnung Reichsbahn-Privatstraße. Die Straße verlief auf Reichsbahngelände parallel zur Ringbahnlinie und der Ringbahnstraße zwischen Schöneberger und Berliner Straße (heute: Tempelhofer Damm). Mit dem Autobahnbau am Sachsendamm zwischen AS Alboinstraße und AS Tempelhof wurde das Reichsbahngelände genutzt und die Straße ist entfallen. Zum Verlauf und der Anbindung des Stadtrings an die Alboinstraße wurde 1972 der Bebauungsplan XIII-21 festgelegt, wobei die Reichsbahn-Privatstraße überplant wurde. |
| Sachsenhausener Straße              | um 1910           | 23. Jan. 1931 | entfallen | Sachsenhausen, hessischer Ort, heute Stadtteil von Frankfurt am Main                                                                                      | Die Sachsenhausener Straße wurde zwischen 1908 und 1910 benannt. Sie verlief von der Germania- über die Rohrbeck- zur Oberlandstraße. 1932 dann Sachsenhauser Straße ist sie noch unbebaut. Durch Baumaßnahmen 1930 fiel die Straße in diesem Verlauf fort, jedoch wurde der Name für Straße 38 ab Germaniastraße weiter westlich übernommen. |
| Schöneberger Weg                    | vor 1882          | nach 1902     | → Schöneberger Straße | Schöneberg, westlicher Nachbarort, heute Ortsteil im Bezirk                                                                                               | Der Schöneberger Weg ist die Ortsverbindung von Tempelhof nach Schöneberg, in der heutigen Lage von Manteuffelstraße / Alt-Tempelhof an der Alboinstraße in den Sachsendamm. Durch Änderung der Ortsteilgrenzen bestanden auf Tempelhofer Gebiet zwei Straßen des gleichen Namens. Die 1935 in Röbling- und Gersdorfstraße umbenannte Schöneberger Straße im Südwesten (südwestlich der Marienhöhe) gehörte um diese Zeit zum Ortsteil Mariendorf-Südende und war der Verbindungsweg von Mariendorf nach Schöneberg. |
| Taxisstraße                         | 4. Aug. 1930      | 1947          | aufgehoben | Taxis, Adelsgeschlecht, als Postunternehmen in Frankfurt ansässig                                                                                         | Die Straße 13 des Bebauungsplans war eine Privatstraße und diente nicht dem öffentlichen Verkehr. Die Taxistraße verlief (westlich der Manteuffelstraße) zwischen Schöneberger/Borussia- und Ringbahnstraße. Um 1947 wurde sie aufgehoben. Der Bebauungsplan 7-6 aus dem Jahre 2006 beschreibt die heutige Nutzung der Fläche Schöneberger, Ringbahn-, Manteuffel-, Borussiastraße. |
| Tempelhofer Chaussee                | nach 1902         | um 1913       | → Tempelhofer Damm | Tempelhof, von Berlin her nördlich der Ringbahn nach Tempelhof                                                                                            | Die Trasse durch das Militärgelände des Tempelhofer Feldes nach Kreuzberg war zunächst ohne eigenen Namen. Mit der Umwandlung des stadtnahen Gebiets nördlich der Ringbahn kam von der Stadt Berlin her die Bezeichnung einer Chaussee nach Tempelhof mit der anschließenden Berliner Straße auf. Im Pharusplan 1905 ist die Trasse als Tempelhofer Chaussee ausgewiesen. Durch die Planungen zur Gartenstadt Neu-Tempelhof setzte sich um 1913 für die Tempelhofer Chaussee die Benennung als Berliner Straße durch bevor wegen der Mehrdeutigkeit dieses Straßennamens 1949 die heutige Umbenennung als Tempelhofer Damm für den gesamten Hauptstraßenzug erfolgte. |
| Templersteig                        | 21. Aug. 1931     | 31. Aug. 1937 | entfallen | Templer, Mitglieder des Tempelordens dem Tempelhof im Mittelalter gehörte                                                                                 | Die Straße 12a nach Bebauungsplan wurde im unbebauten Gelände 1931 zwischen Eresburg- und Burchardstraße benannt. Infolge einer Änderung des Bebauungsplans entfiel der Templersteig jedoch wieder und ist im Adressbuch von 1938 nicht erwähnt. |
| Thüringer Ring                      | um 1913           | 21. Apr. 1936 | → Eschwegering | Thüringen, Gebiet zweier Teilstaaten des Deutschen Kaiserreichs                                                                                           | Der Thüringer Ring wurde vor Juni 1914 für die Gartenstadt benannt, hier wurden Straßen nach Ländern und Herrschergeschlechtern des am 18. Januar 1871 in Versailles proklamierten Deutschen Kaiserreiches benannt. Der Thüringer Ring liegt als zum Parkring weiter außen gelegene Ringstraße um den zentralen (heute) Adolf-Scheidt-Platz. Es ist der südliche Abschnitt dieses Rings in Fortsetzung des Hessenrings zwischen Zähringer Korso und Schulenburgring. 1925 war der gesamte Südwesten der Gartenstadt entfallen. Mit der Planänderung als Fliegerviertel wurde zum heutigen Straßensystem der Hessenring zur Boelckestraße verlängert und der Abschnitt zwischen dieser und der Manfred-Richthofen-Straße zum nach dem Jagdflieger des Ersten Weltkriegs benannten Eschwegering, ein geplantes nach Osten weiterführendes Stück entfiel                                                    |
| Uferstraße                          | 1925              | 7. Jan. 1928  | → Wulfila-Ufer | Ufer des Teltowkanals | 1919 und 1925 ist lediglich die zum Teltowkanal uferferne Wolframstraße eingezeichnet. Bis 1928 ist im Adressbuch Uferstraße nicht und ab 1929 das Wulfilaufer aufgenommen. |
| Voigts-Rhetz-Straße                 | vor 1878          | um 1911       | entfallen | Konstantin Bernhard von Voigts-Rhetz (1809–1877), preußischer Offizier, im Deutschen Krieg Generalstabschef der 1. Armee, zuletzt General der Infanterie. | Die Straße war zwischen der einer nach Süden verlängerten Friedrich-Franz-Straße und dem heutigen Tempelhofer Damm geplant, parallel zur Viktoriastraße. Sie wurde wahrscheinlich nie gebaut. Beim Ausbau des Industriegeländes (Filmfabrik) zwischen 1910 und 1911 wurde die Planung aufgegeben. |
| Weilburgstraße                      | um 1910           | 13. Feb. 1957 | → Haberechtstraße | Weilburg, Stadt in Hessen | Die Straße lag südöstlich der Gottlieb-Dunkel-Straße auf der Trasse der heutigen Haberechtstraße, bereits mit dem Platz vor den Friedhöfen an der Britzer Gemarkung. Die Namenswahl nach hessischen Orten galt ebenfalls für die umliegenden Straßen. Im 1913er Adressbuch ist sie als unbebaut verzeichnet. 1957 erfolgte die Umbenennung wegen der Mehrdeutigkeit dieses Straßennamens. |
| Wettinerkorso                       | 1913              | 21. Apr. 1936 | → Loewenhardtdamm | Wettiner, altes Adelsgeschlecht aus Mitteldeutschland | Die Straße wurde in der Gartenstadt geplant und erhielt vor dem Juni 1914 ihren Namen wie umliegende nach Herrschergeschlechtern des am 18. Januar 1871 in Versailles proklamierten Deutschen Kaiserreichs. Sie ist im Adressbuch 1913 von Dreibundstraße abgehend und als unbebaut verzeichnet. Auf der Karte von 1913 ist die Lage vom zentralen Paradeplatz nach Nordwest zur Schöneberger Gemarkung mit Anschluss an die Colonnenbrücke eingezeichnet. Im Zuge der Umstellung von Adelsnamen auf Pilotennamen des Ersten Weltkriegs erfolgte 1936 die Benennung mit dem bis heute gültigen Namen. |
| Wittelsbacherkorso                  | nach 1913         | 21. Apr. 1936 | → Boelckestraße | Haus Wittelsbach, eines der ältesten süddeutschen Adelshäuser                                                                                             | Die Straße in der Gartenstadt in zentraler Lage in Nord-Süd-Richtung projektiert erhielt vor Juni 1914 ihren Namen. Die Straße liegt durch die Gartenstadt, später als Fliegerviertel bezeichnet, zwischen Dreibundstraße (heute: Dudenstraße) und der Ringbahn. |
| Württemberger Ring                  | vor 1914          | vor 1938      | entfallen | Württemberg, Teilstaat des Deutschen Reichs | Der (projektierte) westlichste Teilring in der Gartenstadt erhielt vor Juni 1914 den Namen und war im Norden ab Wettiner Korso die Fortsetzung vom Bayernring und im Süden ab Hansa Korso die Fortsetzung des Sachsenrings. Die Straße fiel vor 1938 durch das Anlegen der Kleingartenkolonien (heute: KGA Papestraße) zwischen bebautem Gelände fort, 1935 nicht mehr im Adressbuch. Für 1920 ist das Barackenlazarett des Militärfiskus aufgeführt wobei westwärts in Schöneberg verschiedene Militärbehörden angrenzen, 1926 das Reichsversorgungsamt. |
| Zähringer Korso                     | nach 1913         | 21. Apr. 1936 | → Werner-Voß-Damm | Zähringer, schwäbisches Fürstengeschlecht | Der Zähringer Korso führt in der Gartenstadt nördlich der Ringbahn vom zentralen Paradeplatz nach Südwesten über die Ringstruktur von Württemberger/ Sachsenring/ Straße 16 hinweg. Vor der Umbenennung 1936 ist die Straße weitestgehend bebaut. |

## Weitere Örtlichkeiten von Tempelhof

### Kleingartenanlagen
Die Kleingartenanlagen Tempelhofs, die im Kleingartenentwicklungsplan aufgenommen sind, nehmen eine Fläche von 51,1 Hektar ein und bieten Kleingärtnern auf über 1400 Parzellen Platz, allerdings sind einige Anlagen bereits umgenutzt worden und bestehen nicht dauerhaft gesichert. Die fiktiven Dauerkleingärten sind nach dem Bundeskleingartengesetz zu behandeln, bestanden aber bei dessen Erlass noch nicht oder sind durch andere Bedingungen gesondert zu behandeln.
- KGA ‚Albrechtshöhe‘ (7002a, Lage, Felixstraße/östlich Komturstraße) Von dieser Kleingartenanlage im Gebiet zwischen Germania-/Albrecht-/Komturstraße sind 81 Parzellen auf 32.262 m² landeseigenem Pachtland (RBS: 6106) dauerhaft gesicherte.[164] Weitere 34 Parzellen mit einem Dauernutzer (07002b) auf 13.526 m² landeseigenem Pachtland sind jedoch nur zeitweise gesichert und nach Flächennutzungsplan für eine andere Nutzung vorgesehen.[165]

- KGA ‚Am Flughafen‘ (7004, Lage) liegt am Columbiadamm im Winkel zur Züllichauer Straße im Nordostzipfel des Ortsteils. Die 99 Parzellen auf 21.100 m² Privatland sind im Kleingartenentwicklungs als ungesichert benannt und einer anderen Nutzung vorgesehen[166]

- KGA ‚Bergfrieden‘ (Komturstraße, Lage). Auf 94 Parzellen befinden sich hier fiktive Dauerkleingärten im Gebiet der Germania-/ Albrecht-/Komturstraße. Diese 35.219 m² Pachtland des Landes sind laut Kleingartenentwicklungsplan (7009[167]) dauerhaft als Grünland (Dauerkleingärten) im Bestand gesichert[164] und im amtlichen Verzeichnis unter RBS 6195 verzeichnet.

- Die KGA ‚Borussia‘ (Ringbahnstraße 109–115, Lage) liegt im Bereich der Ringbahn-/Manteuffelstraße. Auf landeseigenem Pachtland sind 18 Parzellen für fiktive Dauerkleingärten auf 4.094 m² angelegt, nach der Planung (Entwicklungsplan 7011[167]) stehen sie allerdings in Stufe II und sind nur bedingt gesichert.[168]

- KGA ‚Erntesegen‘ (Ringstraße 9/10, 7017, Lage) befindet sich im Südwesten des Ortsteils zwischen Teltowkanal, Ringstraße und S-Bahn-Trasse. Die 21 Parzellen liegen auf 8208 m² landeseigenem Pachtland und sind in Stufe Vb durch Flächennutzungsplan als Dauerkleingartenanlage gesichert.[164]

- KGA ‚Eschenallee‘ besitzt 57 Parzellen an der Paul-Schmidt-Straße/Marienhöher Weg und schließt im Nordosten an die Marienhöhe an (7018, Lage) Die 18.738 m² große Anlage ist allerdings für die fiktiven Dauerkleingärten nur bedingt gesichert.[169]

- Die KGA ‚Feldblume‘ (Tempelhofer Damm 163–165, Lage) ist auf landeseigenem Pachtland im Gebiet Germania-/Albrecht-/Komturstraße angelegt. Der wesentlichere Teil (7021a) mit 99 Parzellen auf 33.085 m² Fläche nahe dem Francke-Park als dauerhaft gesicherte[164] Kleingartenanlage verzeichnet. Vier Parzellen sind nur bedingt gesichert, da die Gartenkolonie mit 1.500 m² (7021b) auf dem Flächennutzungsplan in einen anderen Nutzungsbereich ragen.[169]

- Die KGA ‚Feldschlößchen‘ (RBS: 6316) ist mit Eresburgstraße 7–11/Arenholzsteig adressiert (Lage) und liegt am Westrand des Ortsteils südlich der Stadtautobahn. Durch die Lage im Flächennutzungsplan sind die 2.747 m² mit elf Parzellen nur bedingt gesicherte Dauerkleingärten.[169]

- KGA ‚Friede und Arbeit‘ ist mit sieben Parzellen eine der zwischen Germania-/Albrecht-/Komturstraße (Lage) liegende Anlage mit nach Stufe II nur bedingt gesicherten fiktiven Dauerkleingärten an der Götzstraße 20. Ihre Pachtfläche umfasst 2.282 m² Stadtland.

- KGA ‚Frieden I‘ ist eine dauerhaft gesicherte[164] im Südosten des Ortsteils an der Anschlussstelle Gradestraße der Stadtautobahn (7024, Lage). Die 202 Dauerkleingärten unter der Adresse Gottlieb-Dunkel-Straße 30–42 liegen auf einer landeseigenen Fläche von 90.313 m². Auf der Kleingartenfläche wurde für die Anschlussstelle Gradestraße (als A 102) südöstlich der Gottlieb-Dunkel-Straße zum Güterbahnhof Teltowkanal hin der Bebauungsplan 17a[45] im Jahr 1976 aufgestellt.

- KGA ‚Geiserich‘ bezieht ihren Namen aus der Lage an der Geiserichstraße (Lage) auf einer landeseigenen Pachtfläche von 1.243 m² liegen 30 Parzellen am Teltowkanal nordöstlich Gersdorfstraße gegenüber der KGA ‚Marienhöhe‘. Sie sind durch den Eintrag im FNP dauerhaft gesicherte[164] (fiktive) Dauerkleingärten.

- Die KGA ‚Germania‘ (Götzstraße 36, Lage) gehört mit zehn Parzellen auf 3.228 m² landeseigener Pachtfläche zu den nur bedingt gesicherten Dauerkleingärten im Gebiet von Germania-/Albrecht-/Komturstraße.[169]

- KGA „Hansakorso“ am Werner-Voß-Damm 45 (Lage) liegt im Tempelhofer Südwesten im Bereich von Ringbahn und Stadtring. Von den landeseigenen Dauerkleingärten sind 51 auf 16.784 m² bereits dauerhaft[164] weitere 17 auf 5.906 m² durch ihre Lage nur bedingt gesichert.[169]

- KGA ‚Lebensfreude‘ mit 101 Parzellen an der Komturstraße nördlich zur Germaniastraße hin (Lage) liegt auf 54.131 m² Privatland und ist durch Bebauungs- und Flächennutzungsplan dauerhaft gesichert.[170]

- KGA ‚Marienhöhe‘ (Ingostraße, Lage) liegt am Teltowkanal südwestlich Gersdorfstraße gegenüber der KGA ‚Geiserich‘. 54 Parzellen auf 20.147 m² landeseigener Pachtfläche sind dauerhaft als fiktive Dauerkleingärten gesichert.[164] Der Name bezieht sich auf den anliegenden Park der Marienhöhe.

- KGA ‚Morgenrot‘ (Lage) liegt im Süden des Ortsteils als langer Grünstreifen zwischen dem Südrand des Friedhofs Gottlieb-Dunkelstraße und der Ullsteinstraße gegenüber der KGA Abendrot in Mariendorf. Die 42 Dauerkleingärten auf 11.479 m² landeseigener Fläche sind durch den Bebauungsplan dauerhaft gesicherte Parzellen.[170]

- Die KGA ‚Papestraße‘ erstreckt sich mit der gemeinsamen Adresse General-Pape-Straße 42 (Lage) in drei Blöcken östlich entlang der Papestraße und liegen so im Nordwesten des Ortsteils. 139 Parzellen (7043a) auf 38.682 m² privatem Pachtland und 23 Parzellen auf 6.948 m² Landesfläche (7043b) sind durch den Bebauungsplan[171] dauerhaft gesicherte Dauerkleingärten.[170] Weitere Gärten auf 18.288 m² privatem Pachtland mit 54 Pächtern sind jedoch wegen der anders vorgesehenen Nutzung nach Flächennutzungsplan jederzeit kündbar.[172]

- BLW Unterbezirk Steglitz ‚Gruppe Röblingstraße-Nord‘ (Röblingstraße 68/72 und 84/88, Lage) ist eine Bahnlandwirtschaft an der Bahnstrecke zur Röblingstraße zwischen Gewerbefläche des ehemaligen Güterbahnhofs Mariendorf mit 15 Parzellen auf 6.026 m² Pachtland der Bahn. Die ‚Gruppe Röblingstraße-Süd‘ (Lage) ist nicht im Kleingartenentwicklungsplan[173] und auch nicht in der RBS-Datenbank notiert.

- KGA ‚Steingrube‘ (Loewenhardtdamm 22, Lage) liegt mit 27 Parzellen im Westen des Ortsteils (nahe Nord-Süd-Bahn) im nördlichen Winkel zwischen General-Pape-Straße und Loewenhardtdamm. Die 8.597 m² landeseigener Pachtfläche sind im Bebauungsplan als Dauerkleingärten eingetragen.[170]

- Die KGA ‚Südring‘ gehört zu den Anlagen im Bereich Germania-/Albrecht-/Komturstraße (Komturstraße 71–73, Lage) Die 30 fiktiven Dauerkleingärten auf 15.600 m² Landesfläche sind nur bedingt gesichert[169] da sie dem Liegenschaftsfonds zugewiesen sind. Diese Flächen können aber nur unter bestimmten Anforderungen gekündigt werden.[174]

- KGA ‚Wittelsbacher Korso‘ (Wolffring 76–84/Badener Ring 31,Lage, 7058) besteht aus 20 fiktiven Dauerkleingärten auf 5.403 m² Landesfläche und sind nach dem Plan im Bestand dauerhaft gesichert.[164]

- KGA ‚Zähringer Korso‘ (Hessenring 27–45, Lage) liegt im Bereich Rumeyplan / Hessenring / Werner-Voß-Damm im Süden des Ortsteils mit 96 Parzellen auf 15.642 m² landeseigener Pachtfläche.[164] Im Jahr 1958 wurde für den (aktuell) östlichen Abschnitt des Hessenrings ein Bebauungsplan auf der Fläche Rumeyplan, Boelckestraße, Hessenring, Werner-Voß-Damm aufgestellt um Flächen vorzuhalten, heute liegen hier Kitas, Jugendclub und die KGA ‚Zähringer Korso‘.[46]

- BLW Unterbezirk Neukölln ‚Gruppe Neuköllner Berg‘, im Kleingartenentwicklungsplan als KGA ‚Neuköllner Berg‘ (7215,[167] Oderstraße/Flughafen Tempelhof, Lage) mit 23 Parzellen auf 7.430 m² Bahngelände liegt westlich der Bezirksgrenze zu Neukölln direkt an der S-Bahn-Strecke südlich des Tempelhofer Feldes.[173]

- BLW Unterbezirk Tempelhof ‚Gruppe Tempelhofer Berg‘. Diese Bahnlandwirtschaft (07214, KGA Tempelhofer Berg, Lage) besitzt mit der Adresse Tempelhofer Damm 103 auf 12.820 m² Bahnrandgebiet östlich vom Tempelhofer Damm entlang der Nordseite der S-Bahn-Trasse und Stadtautobahn 33 Eisenbahn-Parzellen.[173] Die Gartenkolonie ‚Tempelhofer Berg‘ besteht aus 31 Parzellen mit einem Imker. Als Unterbezirk Tempelhof wurde sie Ende 2004 als eigenständige Anlage aus dem Unterbezirk Neukölln ausgegliedert. Sie liegt unmittelbar am S- und U-Bahnhof Tempelhof zwischen dem Gelände des ehemaligen Flughafens und der S-Bahn (Ringbahn).[175]

Die KGA ‚Columbia‘ (mit Straßennummer RBS 6239) und die KGA ‚Attilastraße‘ (an der Atillastraße zwischen Teja-/Röblingstraße hinter der DEKRA-Akademie) sind zwar in aktuellen Karten Berlins aufgeführt, aber nicht mehr im Kleingartenentwicklungsplan aufgenommen, sondern wohl bereits mit ihrer Fläche umgewidmet und überbaut.

### Wohnsiedlungen
- „Attilahöhe“ (Lage)
- Bärensiedlung (Lage)
- Blanke Helle (Lage)
- Gartenstadt Neu-Tempelhof oder „Fliegersiedlung“ genannt (Lage)
- Siedlung Märkische Scholle (Lage)
- Siedlung Marienhöhe (Lage)

### Parks und Grünanlagen
| Name                                 | Länge/Maße (in Metern)           | Namensherkunft                                                                                           | Benennung   | Anmerkungen | Bild                                                                            |
| ------------------------------------ | -------------------------------- | --- | ----------- | --- | ------------------------------------------------------------------------------- |
| Alter Park (Lage)                    | 0400 × 220 (unregelmäßige Form)  | |             | Der Park befindet sich zwischen Parkstraße und Tempelhofer Damm. Er ist durch einen kleinen Weg vom Lehnepark getrennt, an den die Dorfkirche Tempelhof angrenzt. Im Zweiten Weltkrieg wurden die letzten Reste der dort befindlichen Templer-Siedlung zerstört, darunter auch die ursprüngliche Dorfkirche Tempelhofs. Der Friedhof ist jedoch noch erhalten. Dort befindet sich ein Gedenkstein für die 47 Berliner bzw. Brandenburger Opfer des Tsunamis vom 26. Dezember 2004 im Pazifik. | Alter Park                                                                      |
| Bosepark (Lage)                      | 0230 × 110                       | nach General Friedrich Julius Wilhelm Graf von Bose (1809–1894)                                          | 1955        | Der Park befindet sich zwischen Bosestraße, Manteuffelstraße, Richnowstraße und Schöneberger Straße. Er hieß bis 1955 Neuer Park. | Bosepark                                                                        |
| Franckepark mit Krummem Pfuhl (Lage) | 0270 × 170                       | Theodor Francke (1830–1896), Kaufmann, Betreiber einer Elfenbeinbleiche und Grundeigentümer in Tempelhof | um 1875     | Der Park befindet sich zwischen Albrechtstraße und Theodor-Francke-Straße. Dort besaß Theodor Francke eine Bleiche für Elfenbein und eine Lagerfläche für dieses Material, die 1875 als Park gestaltet wurde. Nach Planungen der 1910er Jahre sollte das Gelände mit Wohnstraßen überbaut werden. Dazu kam es jedoch nicht, und bis 1928 wurde der Park neu angelegt, unter anderem mit einem Damwildgehege, das neunzig Jahre lang (bis 2019) bestand. Heute befindet sich dort unter anderem ein Rosengarten. In einer Senke liegt der Krumme Pfuhl, der ab 1861 als Badesee genutzt wurde und beim Bau des Teltowjanals 1906 weitgehend trockenfiel. | Franckepark                                                                     |
| Lehnepark (Lage)                     | 0140 × 100                       | nach dem Gutsbesitzer Wilhelm Lehne (1836–1910), der in Tempelhof starb                                  |             | Der Park grenzt an die Schönburgstraße sowie an die Dorfkirche Tempelhof, an den sich der Alte Park anschließt. | Lehnepark                                                                       |
| Marienhöhe (Lage)                    | 0320 × 200                       | nach dem in der Nähe liegenden Marienhöher Weg                                                           | 1951        | Es handelt sich um eine künstliche Erhebung mit einer Höhe von 73 Metern. In die ehemalige Kiesgrube wurde nach dem Zweiten Weltkrieg rund 190.000 m³ Trümmerschutt zerstörter und abgerissener Häuser verbracht. Im Park gibt es eine Rodelbahn sowie eine Freilichtbühne. Auf dem Gipfel wurde im Jahr 1985 ein Denkmal errichtet, das an den Trigonometrischen Punkt Rauenberg erinnern soll, der im Zuge des Kiesabbaus zerstört wurde. | Denkmal für den Trigonometrischen Punkt Rauenberg auf dem Gipfel der Marienhöhe |
| Oberlandpark (Lage)                  | 0120 × 60                        | nach der in der Nähe gelegenen Oberlandstraße                                                            |             | Der Park liegt zwischen Holzmannstraße und Nackenheimer Weg. Die hügelige Struktur des Parks soll an das Tempelhofer Oberland erinnern. Damit wird ein Teil der Tempelhofer Feldmark bezeichnet, welches auf dem Hochplateau Teltow liegt. | Oberlandpark                                                                    |
| Tempelhofer Park (Lage)              | 2200 × 2000 (unregelmäßige Form) | der Park liegt auf dem Tempelhofer Feld der Teltowhochfläche.                                            | 8. Mai 2010 | Der Park ist mit einer Fläche von über 300 Hektar noch vor dem Großen Tiergarten Berlins größter Park und ein beliebtes Naherholungsgebiet. Er verbindet die Berliner Ortsteile Neukölln und Tempelhof. Hier war einst der Flughafen Berlin-Tempelhof. | Tempelhofer Park (ehemalige Nordbahn)                                           |